# Municipio de Ecatepec de Morelos

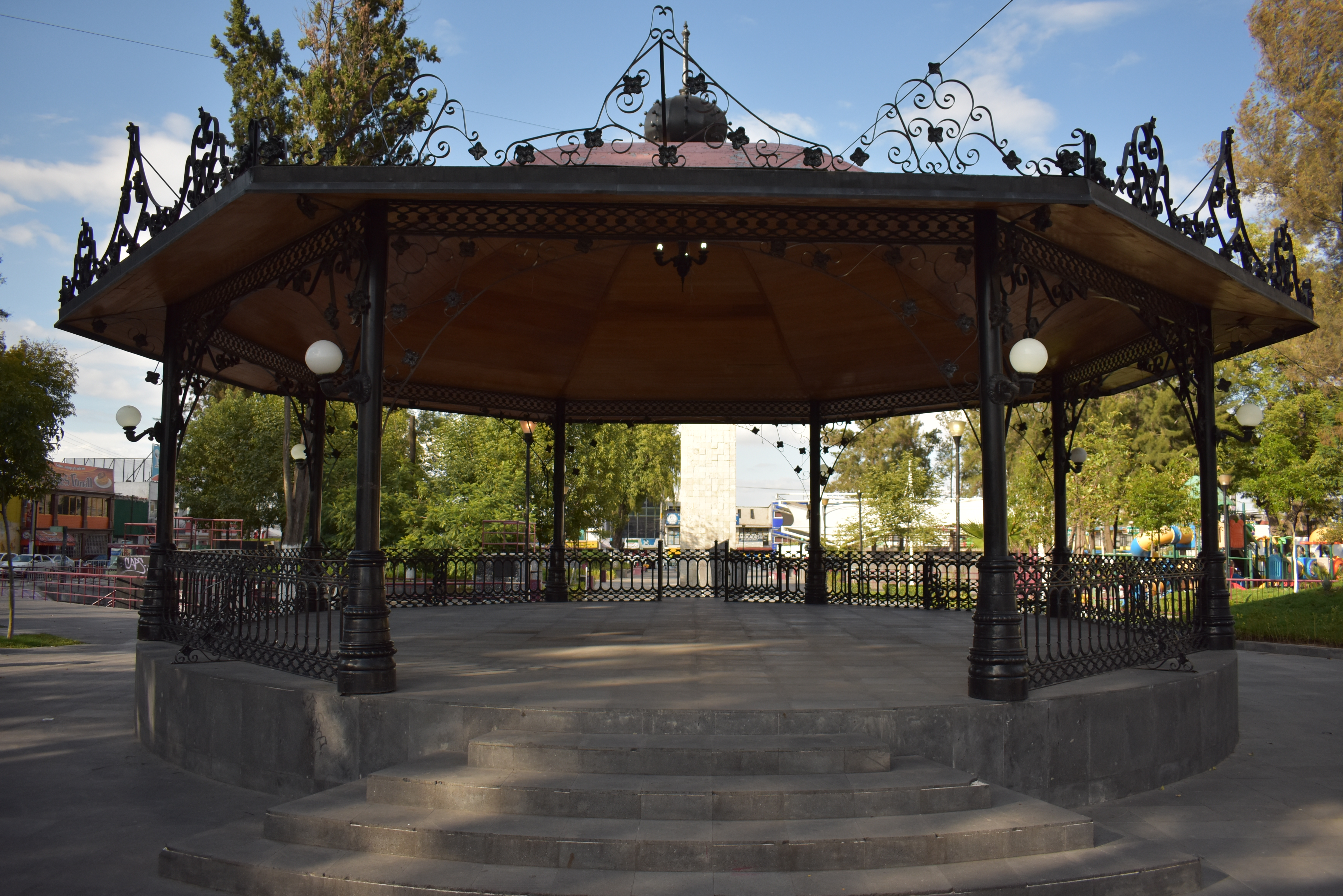
Kiosco de San Cristóbal, Ecatepec de Morelos

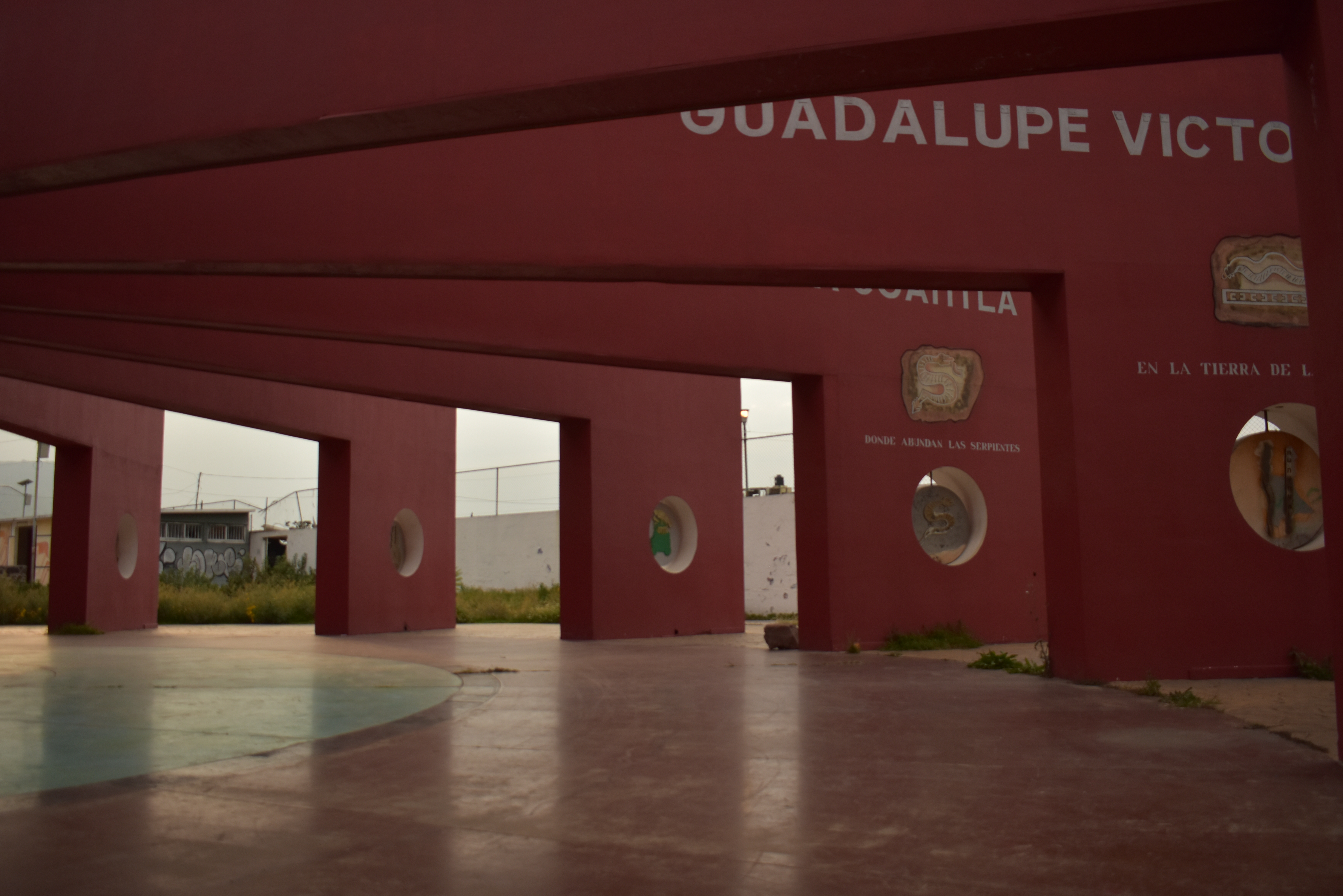
Plaza de los 9 Pueblos de Ecatepec.

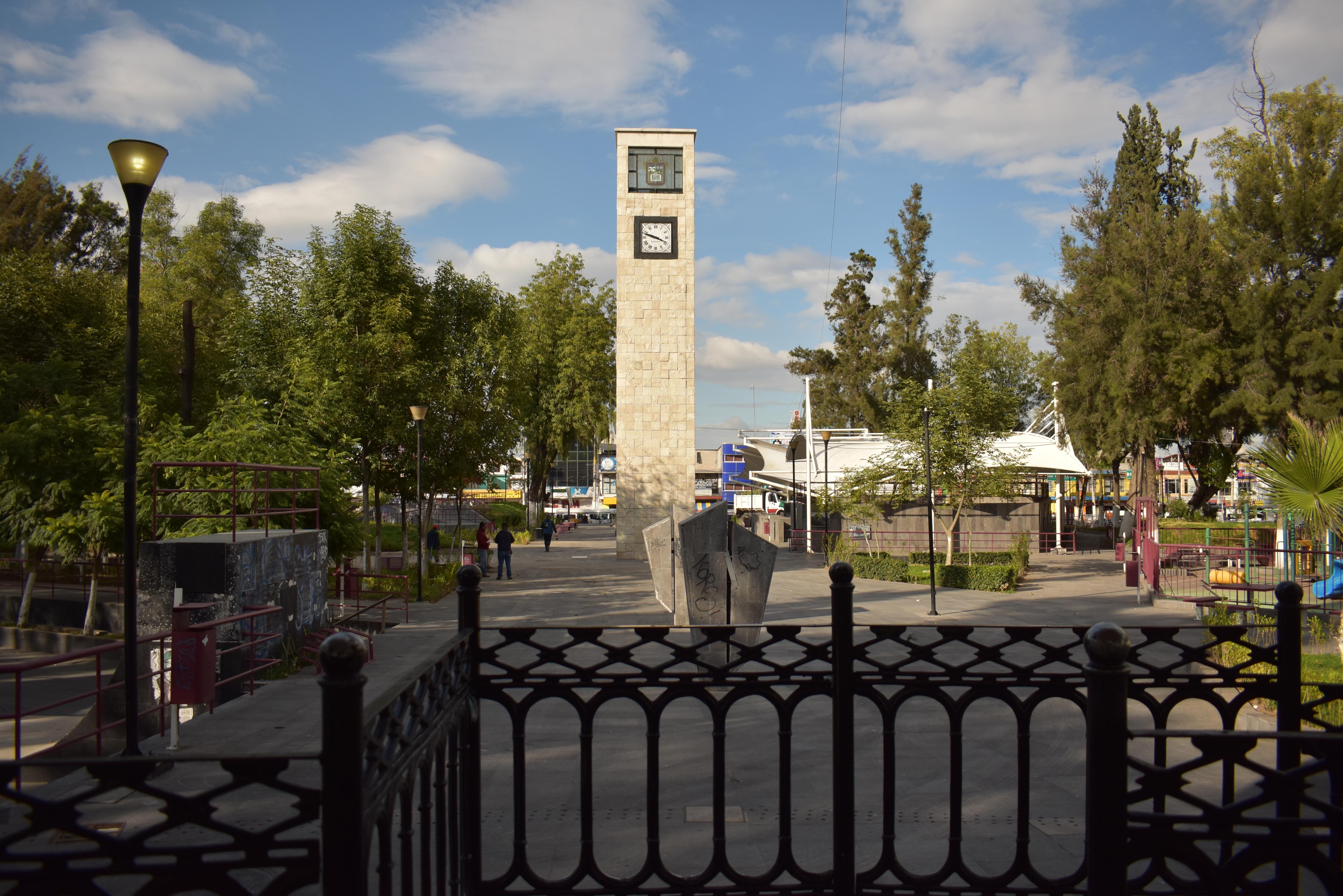
Parque "El Reloj", frente a la explanada del Palacio Municipal, de Ecatepec de Morelos.

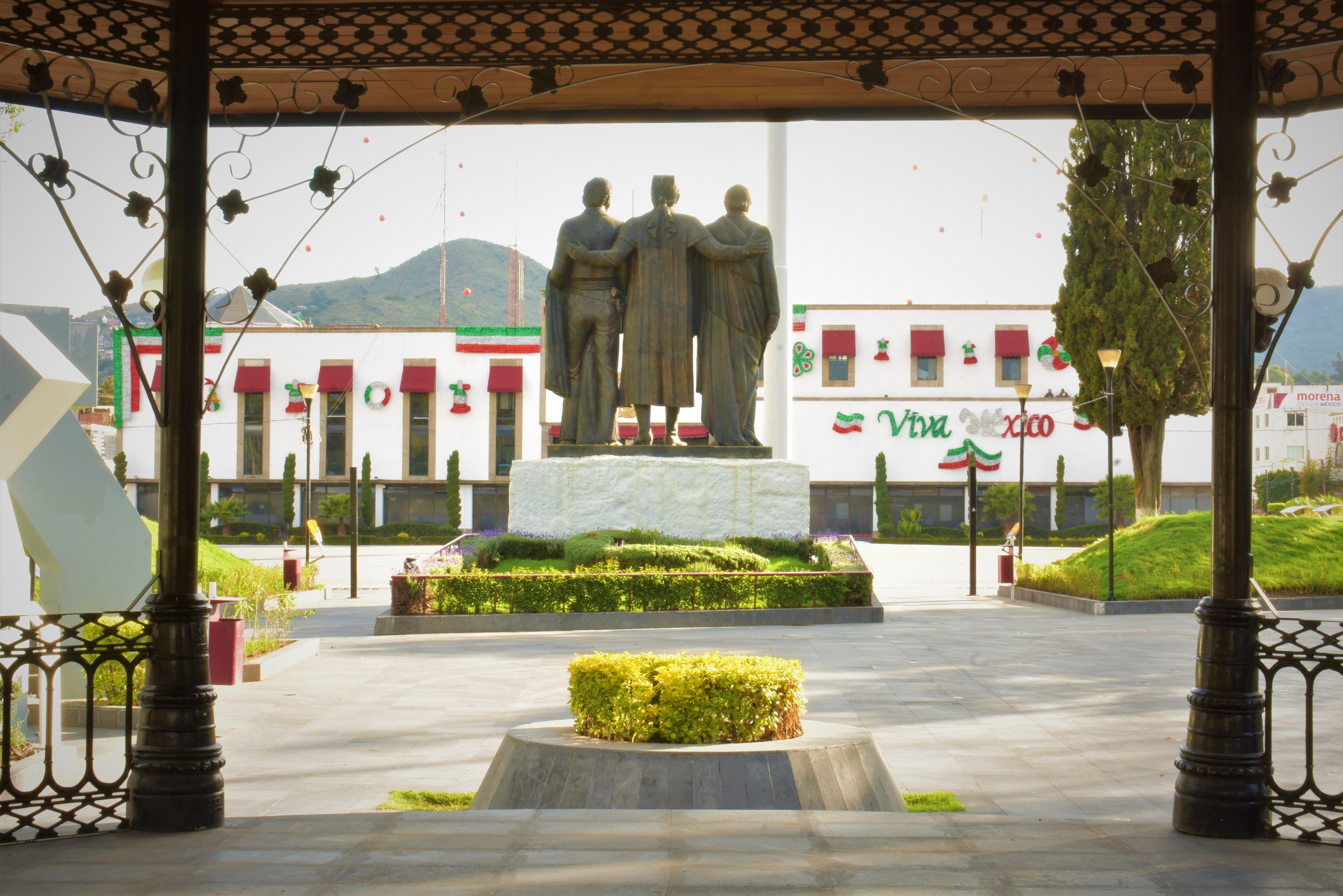
Palacio Municipal de Ecatepec de Morelos.

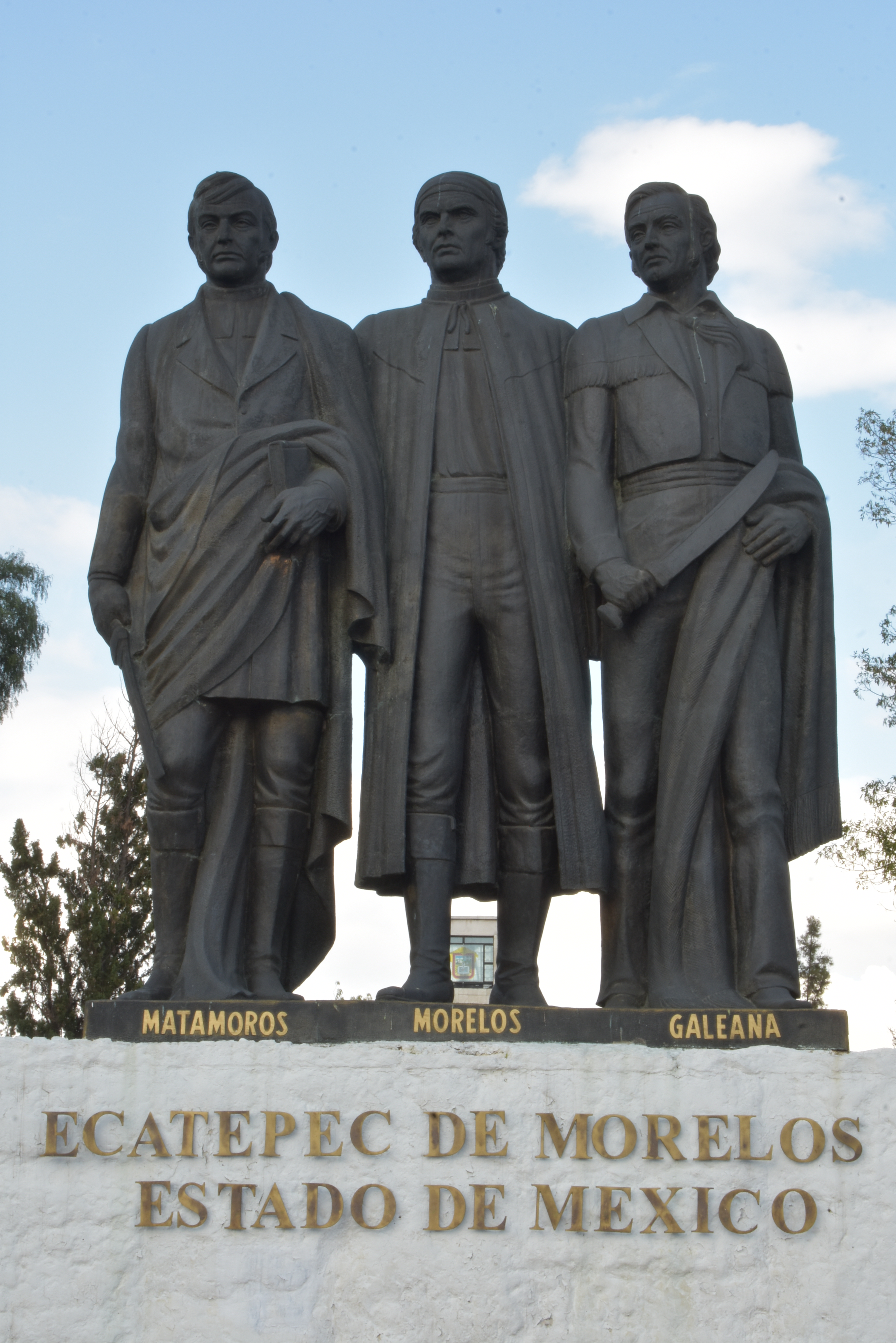
Monumento a la Trilogía de los Héroes de la Independencia de México. Matamoros, Morelos y Galeana.

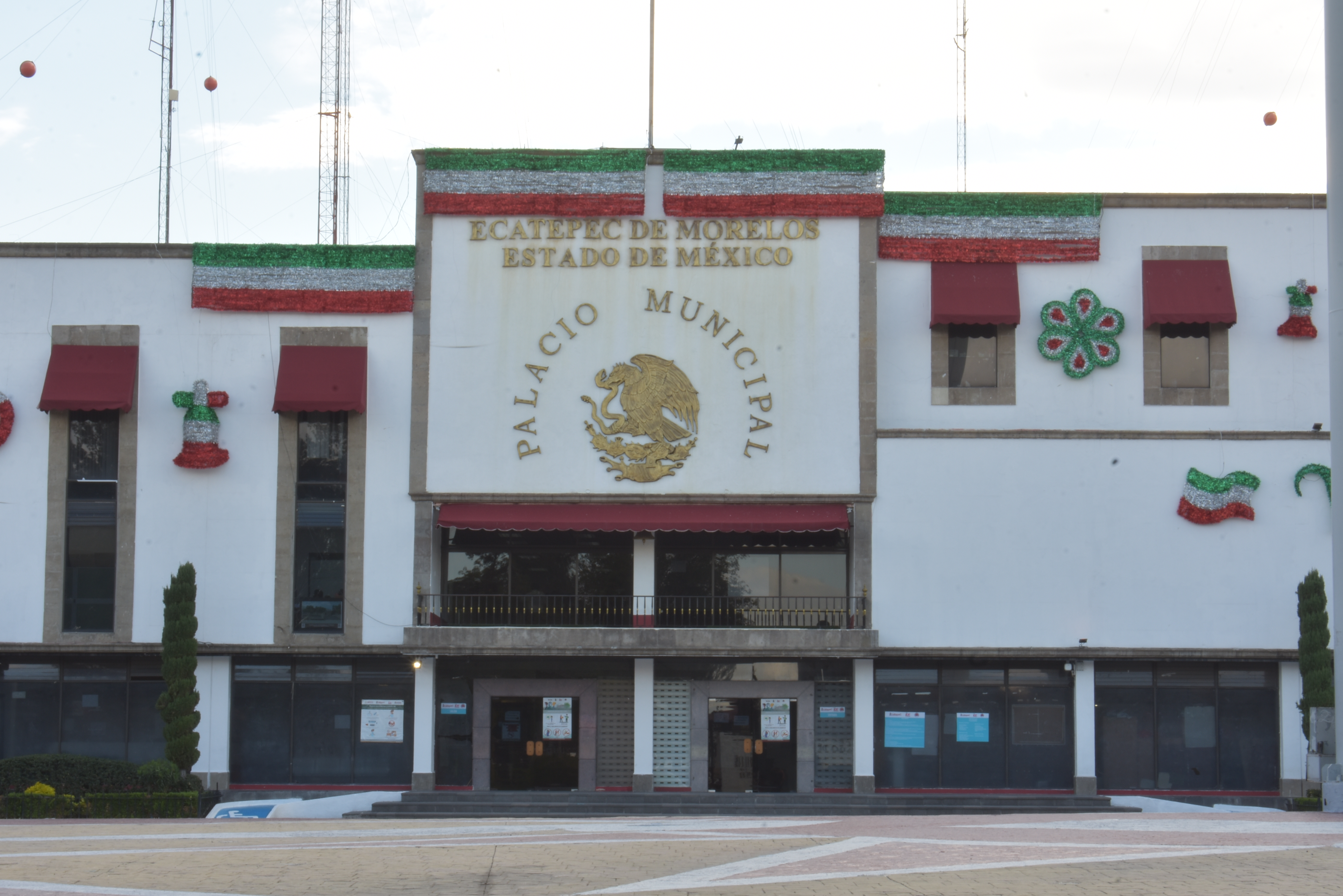
Palacio Municipal de Ecatepec de Morelos.

El municipio de Ecatepec de Morelos pronunciaciónⓘ (del náhuatl: Ehécatl [dios del viento], tépētl ‘cerro’ y co [partícula locativa] > Ehecatépēc, ‘En el cerro de Ehécatl’) es uno de los 125 municipios que conforman al Estado de México (México).  Se ubica en el noreste de la entidad y en el norte de la cuenca de México, limitando al sur con la Ciudad de México y siendo parte de la zona metropolitana del Valle de México.  Su cabecera municipal es la localidad de San Cristóbal Ecatepec.  Asentado entre el antiguo Lago de Texcoco y la Sierra de Guadalupe, su territorio alberga numerosos comercios, empresas, servicios e industrias. 
Este municipio conurbado está habitado por cerca de  1,8 millones de personas, siendo la entidad más poblada del estado y la segunda con mayor cantidad de habitantes en el país, sólo superada por la delegación Iztapalapa de la Ciudad de México. Igualmente es el tercer municipio mexiquense más densamente poblado, con 8 976 habitantes por kilómetro cuadrado, sólo superado por Chimalhuacán y Nezahualcóyotl. La superficie del municipio es de 186,9 kilómetros cuadrados.
Ecatepec es considerado el municipio más inseguro y violento del Estado de México y uno de los más peligrosos del país. De enero a agosto de 2016 se cometieron 1700 homicidios, 174 secuestros, 1400 agresiones sexuales, 1300 robos a viviendas, casi 3 mil robos de auto y casi 2 mil robos a negocios. El aumento de delitos sexuales ha motivado que desde 2015 se mantenga una alerta de violencia de género en el municipio. En 2016 el Observatorio Ciudadano contra la Violencia de Género, Desaparición y Feminicidio en el Estado de México contabilizó 39 casos probables de feminicidio en la entidad.  La autopista México-Pachuca y la Vía Morelos son dos puntos rojos en lo que se refiere a asaltos al transporte público concesionado.  A esto hay que sumarle la corrupción y la ineficiencia de sus gobiernos municipales y de su policía.
En 2015 Ecatepec es el municipio con mayor número de personas en situación de pobreza y pobreza extrema a nivel nacional, 786 mil 843 personas, según datos del Consejo Nacional de Evaluación de la Política de Desarrollo Social (Coneval).

## Toponimia
La cabecera y los restantes ocho pueblos originarios del municipio tienen sus raíces en la época prehispánica.  El nombre del municipio deriva de la denominación prehispánica del pueblo donde ahora se asienta la cabecera municipal: Ehecatépēc.  De acuerdo con el filólogo mexicano Cecilio Robelo, el término proviene de los vocablos nahuas ehékatl (‘viento’, ‘aire’) y tépetl, (‘cerro’), siendo el significado de la palabra Ecatepec «en el cerro del viento».  Este nombre hace alusión al dios del viento, Ehécatl, una de las advocaciones de Quetzalcóatl, por lo que el vocablo también puede ser interpretado como «en el cerro consagrado a Ehécatl».
Dentro del territorio municipal existen nueve comunidades originarias que conservan el significado de sus nombres prehispánicos en lengua náhuatl, enlazados con los nombres católicos impuestos por los misioneros españoles: San Cristóbal Ecatepec, “en el cerro del dios del viento”; Santa María Chiconautla y Santo Tomás Chiconautla, “lugar del nueve”; Santa Clara Coatitla, “donde abundan las serpientes”; San Pedro Xalostoc, “en la cueva de arena”; Santa María Tulpetlac, “en el petate de tule”; Guadalupe Victoria; y los más recientemente elevados a esa categoría: San Isidro Atlautenco (Ranchería), “en la orilla de la barranca grande” y San Andrés de la Cañada.  
Mediante el decreto oficial número 32, publicado el 30 de septiembre de 1997, la LIII legislatura del congreso del Estado de México reformó la ley orgánica municipal para añadir al nombre del municipio de Ecatepec la terminación de Morelos.  Este cambio obedece a que en esta entidad fue fusilado el líder independentista José María Morelos, el 22 de diciembre de 1815.
De acuerdo con el Ayuntamiento de Ecatepec, los gentilicios de los habitantes del municipio son ecatepequense o ecatepense.

### Glifo

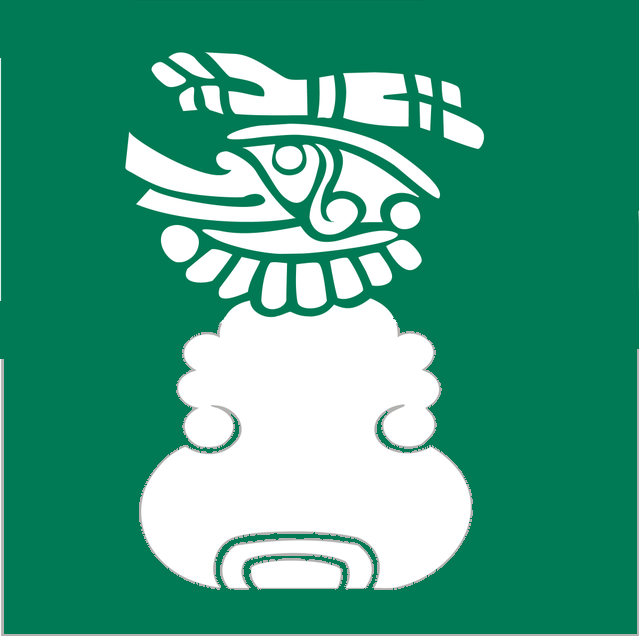
Glifo de Ecatepec

En la escritura mesoamericana usada por los mexicas, las tierras de Ecatepec se representaban mediante un glifo o símbolo que combina diversos elementos relacionados con el significado del topónimo y su pronunciación.  Se puede dividir en dos partes para su descripción, la inferior y la superior. La superior es la cabeza de un ave, que representa al dios del viento Ehécatl.  La parte inferior es la representación de un monte.
El jeroglífico se compone de una cabeza como de pájaro, con rostro rojo, barbado, con largas protuberancias en la boca, como pico y con un ojo muerto (símbolo de la estrella), representado fuera de órbita.  Esta cabeza está colocada sobre un cerro.
Según los mitos aztecas de la creación “el dos veces dios” (Ometéotl) utilizó el viento divino (Ehécatl) para soplar sobre el caos y organizar el universo y crear la luz y el movimiento (la serpiente emplumada Quetzalcóatl). 

## Símbolos

### El escudo
Con fecha 29 de marzo de 1983, el Ayuntamiento Constitucional de Ecatepec de Morelos dio a conocer el blasón del municipio. En el mismo se describe a través de símbolos, la toponimia de los pueblos que dieron origen a la comunidad, todo ello con el fin de exaltar los valores culturales e históricos que identifican al municipio. El escudo tiene la leyenda: autonomía, unión y trabajo", elementos que son la base del desarrollo de Ecatepec.
En la cúspide aparece el Escudo Nacional flanqueado por un arco que muestra y al mismo tiempo enaltece los colores nacionales; este trazo da forma a lo que representa la tumba del Generalísimo José María Morelos y Pavón.
El principio de autonomía es representado por la Constitución Política de los Estados Unidos Mexicanos y hacia ella se dirigen las huellas de unos pies descalzos marcando el camino del municipio hacia los principios de libertad y de justicia.
En la parte superior izquierda se aprecia la antigua Parroquia de San Cristóbal, monumento colonial que conforma uno de los rasgos característicos de Ecatepec.
El principio de trabajo se representa con actividades que fueron o son representativas del municipio, como son la agricultura, la industria metalúrgica de transformación y la más representativa: Sosa Texcoco cuya instalación data de 1942 y que era la de mayor tradición, aunque a causa de una huelga en 1993 dejó de funcionar.
En la parte inferior de estos elementos se encuentra el Albarradón de San Cristóbal, obra de infraestructura hidráulica construida en tiempos prehispánicos y que servía para dividir las aguas saladas del lago de Texcoco, de las dulces de la laguna de Xaltocan, además de evitar inundaciones.
En este lugar también se ilustra la cuenca del Valle de México, que estaba formada por los lagos de Chalco, Xochimilco, Xaltocan y Zumpango, y en cuyo derredor aparecen los topónimos de los pueblos que integran el municipio.
Al pie de todos estos elementos aparece la palabra “Unión”, que indica en suma la consolidación de un presente que no deja atrás su herencia histórica.

## Historia

### Época mesoamericana

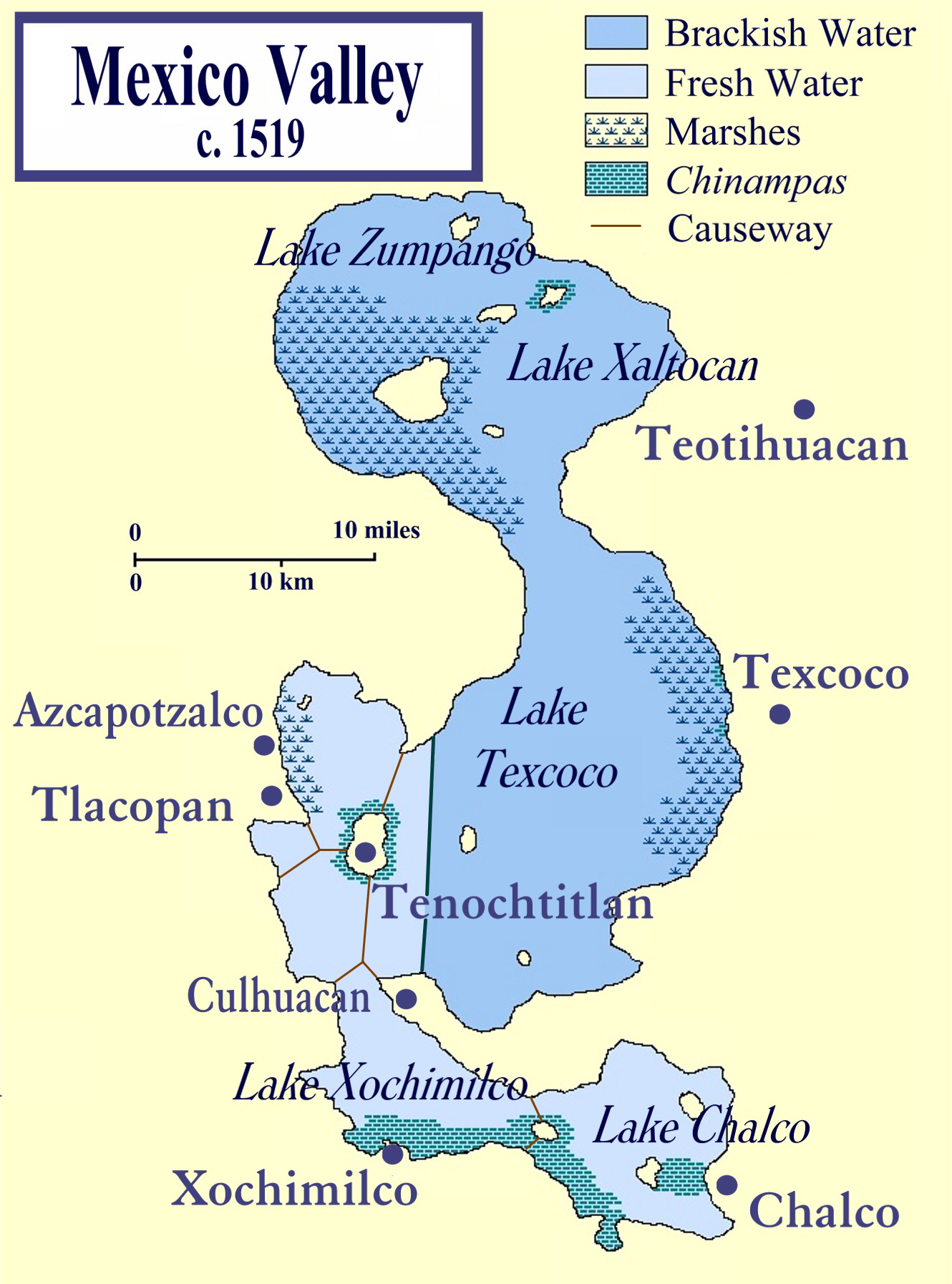
Mapa del lago Texcoco, en el cual Ecatepec se encontraba en la orilla.

En abril de 1995 fueron encontrados los restos de un mamut en la colonia Ejidos de San Cristóbal.  El sitio del hallazgo se localiza en la parte en la que se angostaban y unían los antiguos lagos de Xaltocan-Ecatepec con el de Texcoco.  La osamenta del mamut, tentativamente se puede fechar en 10 500 años a. C.
La historia de Ecatepec, anterior a la llegada de los españoles, se encierra en dos explicaciones generales: la primera es que en ese espacio se dieron inmigraciones sucesivas de grupos de otomíes que se fueron asentando allí. Sin embargo, en esa mezcla de poblados y cultura, dominó la presencia unitaria que cubría todo el valle de México; es decir, la de la cultura tolteca-chichimeca, sintetizada al final con la reestructuración que los aztecas hicieron con ella.
La segunda explicación tiene que ver con su situación geográfica, ya que estando ubicado en la entrada del Valle de México, ha constituido desde entonces un punto clave para el control de las rutas comerciales entre las regiones del norte y del propio valle. Por eso, los grupos dominantes de las distintas etapas de la historia precolonial lucharon siempre por dominar su espacio y asentar parte de sus pobladores en este lugar.
Las civilizaciones mesoamericanas, tolteca, teotihuacana, chichimeca, acolhua y mexica tuvieron gran influencia sobre los antiguos nativos ecatepequenses.  Estos pueblos desarrollaron técnicas de agricultura, pesca, caza, recolección y producción de sal.  Ecatepec estuvo bajo la influencia de varios señores, entre ellos los de Xaltocan, Azcapotzalco y México-Tenochtitlan.  Los mexicas en su peregrinación se establecieron temporalmente en territorio ecatepense, situado en las orillas del Lago de Texcoco, junto con otras poblaciones como Coatitla, Chiconauhtla, Xalostoc y Tulpetlac.  En lo que hoy es una de las iglesias de Tulpetlac se hallaba un centro ceremonial de los principales nobles de Tenochtitlan, donde enterraron a sus seres queridos Huanitzin, tlatoani de Ecatepec, hijo de Tezozómoc y nieto de Axayácatl.
Mientras tanto Santa Clara Coatitla fue gobernada por los señores de Tlatelolco, este lugar representaba una de las más importantes fuentes de nopales, maguey y pulque. Durante algunos años estos territorios pertenecieron a Moctezuma Xocoyotzin.
De 1428 a 1539, Ecatepec fue gobernada por tlatoanis mexicas, durante la expansión del territorio de Tenochtitlan. Los gobernantes en Ecatepec en esta época fueron:
- Chimalpilli I, nieto de Moctezuma Ilhuicamina
- Tezozómoc
- Matlaccohuatl
- Chimalpilli II
- Diego de Alvarado Huanitzin

### Periodo virreinal

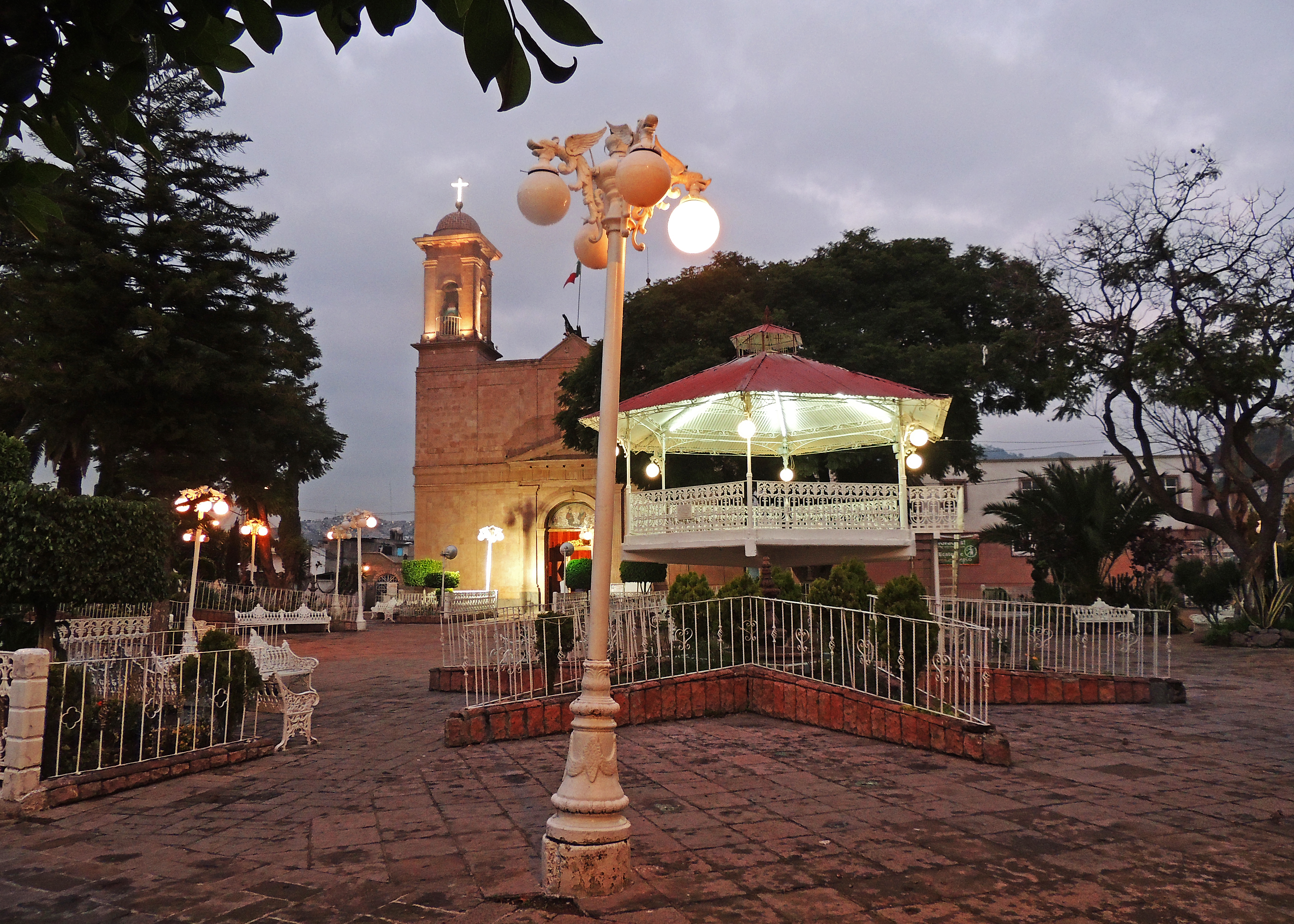
Iglesia de San Pedro Xalostoc.

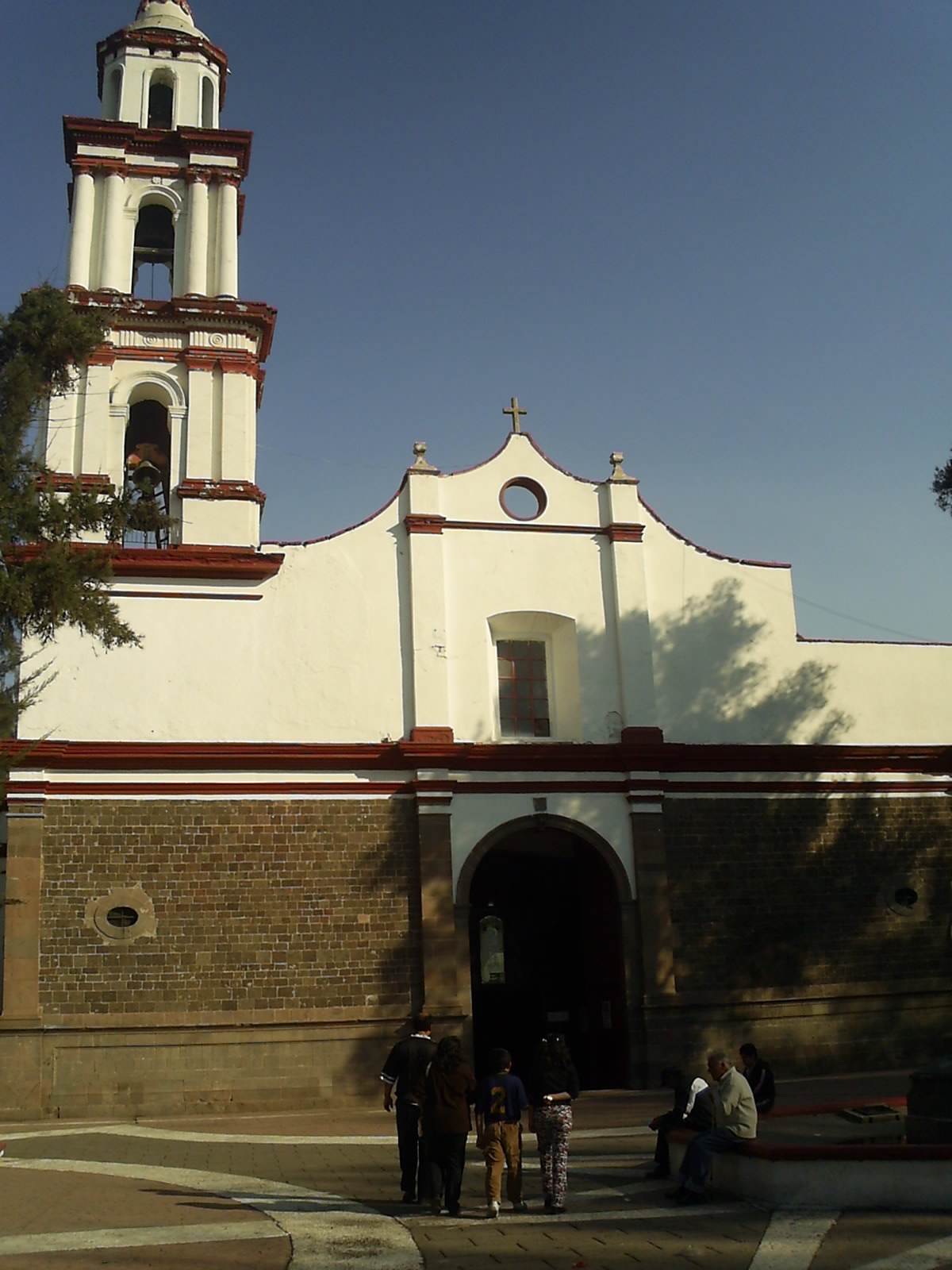
Iglesia de San Cristóbal.

Años después de la llegada de los españoles en 1517, Ecatepec fue uno de los pueblos los cuales Hernán Cortés dio en encomienda a doña Leonor Moctezuma, durante este tiempo se inició el proceso de evangelización y la construcción de iglesias.

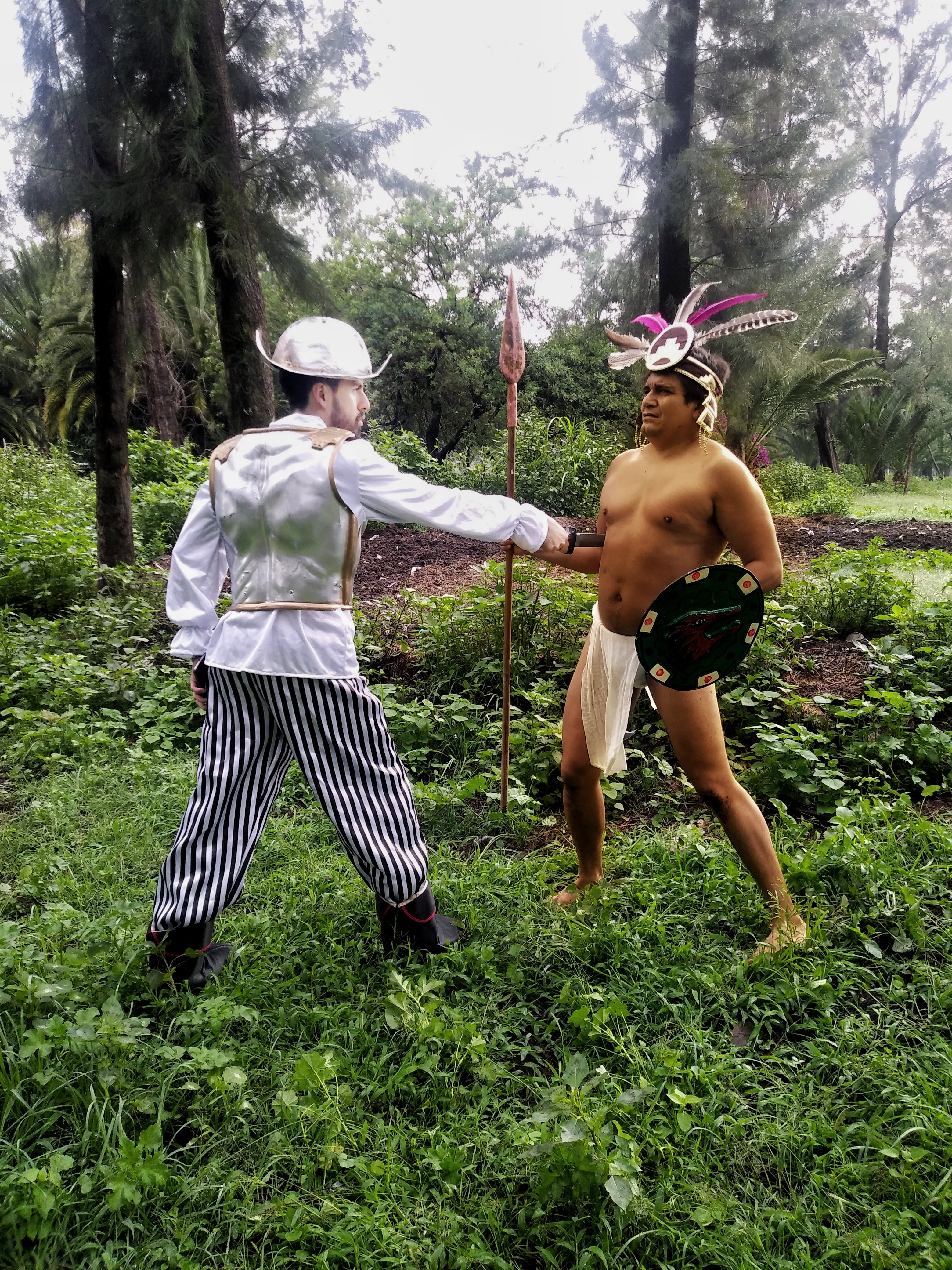
Recreación de una batalla entre un indígena y un conquistador.

### La evangelización en Ecatepec
Pocos años después de la conquista, llegaron tres órdenes religiosas a Ecatepec: los dominicos, los agustinos y los franciscanos, éstos fueron en última instancia quienes asumieron el control de esta región.  Desde 1525 empezó una rápida evangelización, acompañada de construcciones de iglesias. Entre las más importantes erigidas en ese periodo destacan las de Tulpetlac, Santa Clara, Santo Tomás y la de San Cristóbal.  En 1532 llegaron los dominicos, los cuales construyeron un convento en las faldas del Ehecatepetl, y las capillas de San Juan Bautista y Chiconauhtla, en donde levantaron un templo dedicado a la advocación de la Natividad de la Virgen María.   En 1539 llegaron al pueblo de Coatitla en donde edificaron un templo que se dedicó a la veneración de Santa Clara de Asís, éste fue entregado posteriormente a los franciscanos. 
Los agustinos también construyeron las capillas de San José Xaxalpan y de San Isidro Labrador en el pueblo de Atlauhtenco.  En 1566 los franciscanos arribaron a Chiconauhtla, al barrio de Cihuatecpan, y allí se dieron a la tarea de erigir un templo, que dedicaron a Santo Tomás Apóstol.  En 1567 se trasladaron a Ecatepec, en donde convinieron con los dominicos quedarse en esta población.  A fines del siglo XVI iniciaron la construcción de una parroquia consagrada a San Cristóbal de Licia, que en 1571 pasó a manos del clero diocesano, dependiente de la Arquidiócesis de México.  Este emblemático lugar sirvió de morada de los restos mortales del caudillo insurgente don José María Morelos y Pavón después de su ejecución, en 1815. 
Años después, en 1580, llegaron los franciscanos a Tulpetlac a construir un templo que dedicaron a la veneración de Nuestra Señora de la Asunción, advocación mariana que dio el nombre con el que se conoce al pueblo desde la época colonial: Santa María Tulpetlac.  El nombre de Tulpetlac proviene del idioma náhuatl y significa “en los petates de tule”, pues en este lugar la principal actividad era el comercio con objetos hechos de esta planta. 
Diego de Alvarado Huanitzin nació en Ecatepec, hijo de Tezozomoctzin, fue el último gobernador de naturales de Ecatepec.  En 1767, Ecatepec se convirtió en alcaldía y a finales de este siglo, en marquesado.  Durante los años siguientes la población fue decreciendo de una manera rápida, debido a las grandes epidemias de viruela que azotaron a las ciudades.  Se calcula que el 60 % de la población murió durante en un periodo de dos años en esta ciudad.[cita requerida]

### Época independiente

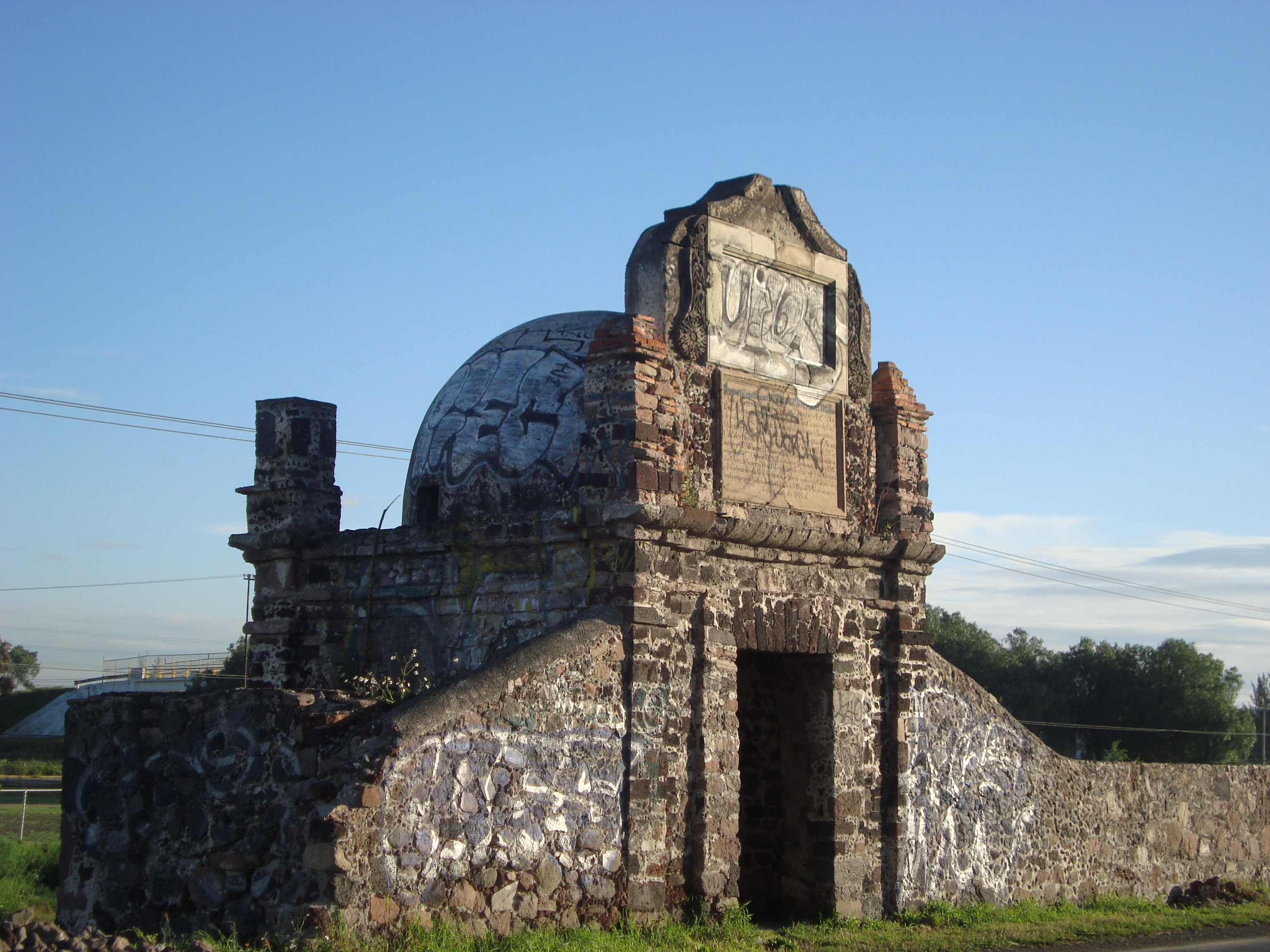
Albarradón de Ecatepec.

Durante la época de Independencia se registra a Ecatepec como lugar del fusilamiento del general insurgente José Ma. Morelos y Pavón el día 22 de diciembre de 1815, en la Casa de los Virreyes, lo que hoy se conoce como la Casa de Morelos.
Degradado, humillado por las autoridades civiles y religiosas, despojado de su calidad de sacerdote, con su ejército diezmado y rodeado de soldados, el jefe de los insurgentes, otrora cura de pueblo, caminaba rumbo al paredón.  Le habían precedido ya sus mejores lugartenientes: más de un año antes a Mariano Matamoros le tocó enfrentar al pelotón de fusilamiento; pocos meses después de ese golpe, Hermenegildo Galeana murió en combate.  Derrotado al fin, pero con la cabeza en alto y la mirada brillante, enfrentaba a la muerte el hombre que cuando le ofrecieron el título de “Alteza Serenísima”, prefirió llamarse “Siervo de la Nación”.
Ese viernes 22 de diciembre fue fusilado el Generalísimo de los ejércitos insurgentes, a las afueras del poblado de San Cristóbal Ecatepec, cumpliéndose así lo dictado por Félix María Calleja, virrey de la Nueva España y enemigo encarnizado del antiguo cura de Carácuaro; la sentencia era previsible desde que Morelos fue capturado por el general realista Manuel de la Concha en las cercanías de Tehuacán, Puebla.
José María Morelos nació en 1765 en la ciudad de Valladolid, que desde 1828 lleva el nombre de Morelia en su honor. De joven fue arriero y en 1790 ingresó al Colegio de San Nicolás, del que era rector don Miguel Hidalgo. Tras ser ordenado sacerdote, fue cura auxiliar y luego párroco en remotos poblados de Michoacán.
En el actual Museo Casa de Morelos, antes conocido como Casa de los Virreyes, estuvo detenido José María Morelos, habiendo sido trasladado desde la Villa de Guadalupe, para posteriormente ejecutarlo.

### SiglosXIXyXX
Durante la Revolución mexicana, en Ecatepec, las haciendas fueron tomadas como cuarteles por los revolucionarios, y también ayudó al crecimiento de los ejércitos revolucionarios.
El siglo XIX fue el de la consolidación territorial del municipio de Ecatepec, en primera instancia en 1824, en el Decreto por medio del cual se crea la República Mexicana y se establece la primera división federalista, Ecatepec quedó ratificado como ayuntamiento.  En 1862 el gobernador del Estado de México crea el municipio de Coacalco, que había estado sujeto a Ecatepec desde la época prehispánica.  En 1875 el municipio de Tlalnepantla se apropia de los pueblos de San Pedro Xalostoc y Santa Clara Coatitla y de las haciendas de Cerro Gordo y El Risco.  Para contrarrestar esta tendencia a la desaparición del municipio, el entonces gobernador del Estado de México, el general Juan N. Mirafuentes, emitió un decreto mediante el cual el pueblo de San Cristóbal Ecatepec pasó a la categoría de villa y a la municipalidad le agregó el apelativo “de Morelos”.  Poco después se recuperaron los pueblos que se habían perdido y la Hacienda de Cerro Gordo, no así la de El Risco, que hasta la fecha pertenece a la zona oriente de Tlalnepantla.
Durante el siglo XX, el 1 de diciembre de 1980, el gobernador Jorge Jiménez Cantú emitió un decreto para elevar de categoría a la Villa de San Cristóbal Ecatepec, que a partir de entonces queda como Ciudad Ecatepec y al municipio le ratifica el nombramiento de Ecatepec de Morelos.

### Época contemporánea

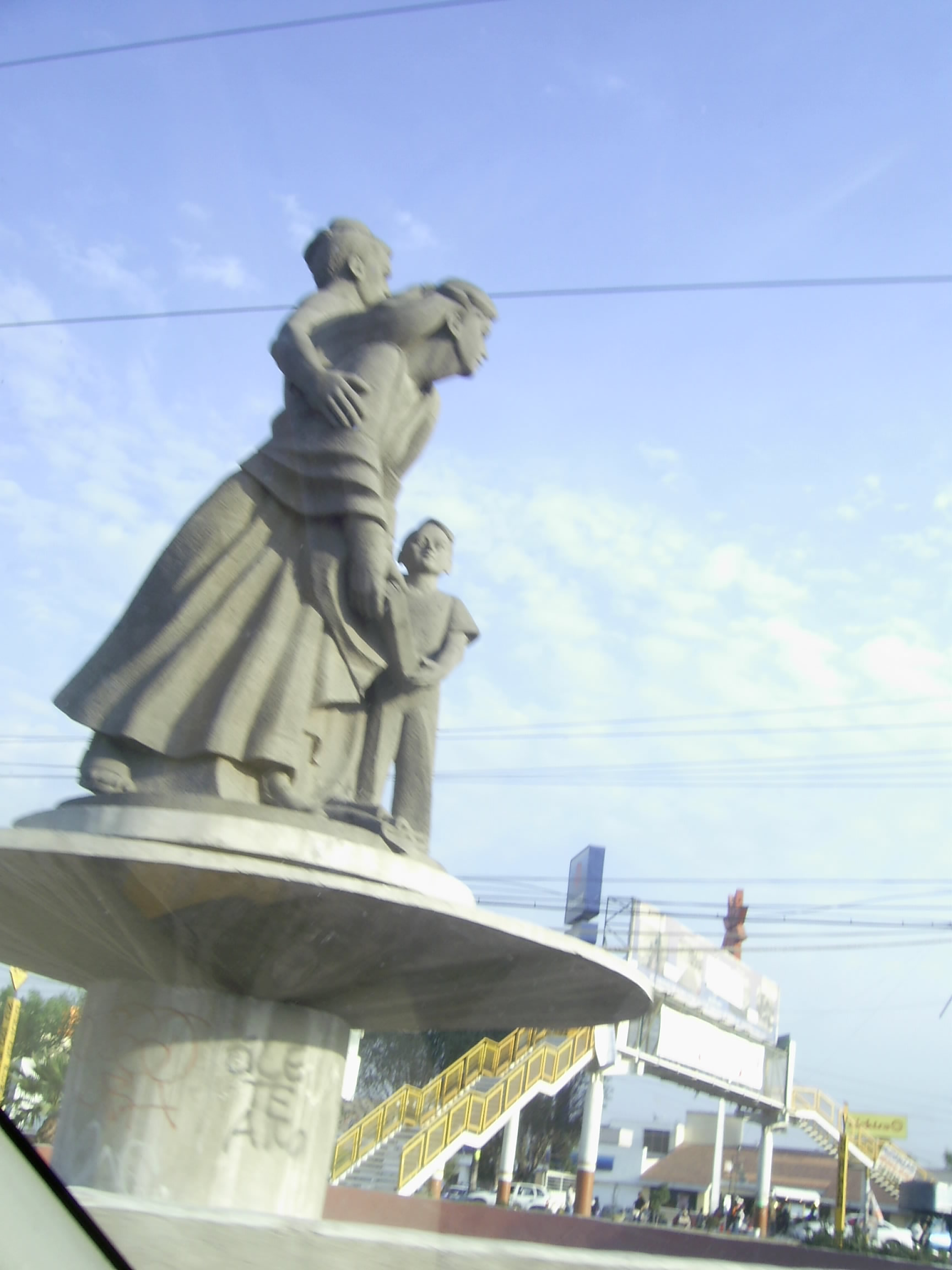
Avenida Central y Avenida de Las Palomas.

La rápida explosión demográfica de la Ciudad de México contribuyó a que la mancha urbana se extendiera hasta el vecino municipio de Ecatepec.  Su estatus fue elevado de villa a ciudad por la XLVII Legislatura Local. En pocas décadas la población aumentó y, con ello, el número de industrias, comercios y lugares educativos.  Esto llevó a la creación de colonias y unidades habitacionales, a la vez que la demanda por espacios recreativos aumentó.  Dentro de los 186,9 km² de Ecatepec, además de una ciudad, hay nueve pueblos fundadores, seis ejidos, doce barrios, 181 fraccionamientos y 345 colonias.   

### Problemática actual
Históricamente, Ecatepec ha presentado una escasa y deficiente planeación urbana, aunada a la codicia y corrupción, tanto de las administraciones municipales en turno, como de los especuladores inmobiliarios.  El rápido y caótico crecimiento de las unidades habitacionales se agrava por una patente falla de infraestructura adecuada.  Diversas constructoras han obtenido permisos y contratos para construir unidades con demasiadas casas habitación, en zonas con infraestructuras claramente insuficientes.  Esto ha llevado colateralmente a la devaluación de los inmuebles y el desgaste prematuro de las infraestructuras.  La falta de una infraestructura urbana adecuada no ha permitido que ciudad Ecatepec se integre estrechamente con la Ciudad de México, resultando en una gran desorganización que acaba por influir negativamente en ambas entidades administrativas. 
Aún en 2016, Ecatepec sigue careciendo de servicios municipales como recolección de basura, red de transporte municipal, áreas recreativas, alumbrado público o una red de drenaje adecuada. Dentro del territorio municipal hay diecisiete zonas con riesgo de inundaciones, pues la red de alcantarillado ha rebasado su vida útil; además, ya ha sido superado por la creciente población que se ha asentado en este municipio.  Estas carencias en materia de infraestructura y servicios inevitablemente conducen a una alteración grave del orden y malas condiciones de vida para un sector importante de la población.  La falta de infraestructura se ve agravada por unos servicios de limpieza deficiente, incluso en algunas de las principales avenidas del municipio, por lo que cuando la zona se inunda aparecen problemas en ciertas colonias pobres como San Agustín, Olímpica, Nicolás Bravo, Pedro Ojeda Paullada y Héroes de Granaditas entre las estaciones del Metro Olímpica y del Metro Río de los Remedios, en donde en el año 2010 ocurrió una grave inundación al desbordarse el sistema de aguas negras, ocasionando que cientos de familias humildes de dichas colonias se vieran afectadas.  El mismo San Cristóbal Centro, en donde cada año, en temporada de lluvias, ocurren inundaciones, tanto en la zona centro como en las avenidas Insurgentes, López Portillo y Morelos, ocasionando graves problemas de tráfico y otros inconvenientes. 
La escasez de agua potable en varias colonias del municipio es otra problemática grave que no ha podido ser resuelta y que cada vez se intensifica más debido al crecimiento urbano desmedido y la ausencia de políticas públicas ecológicas que permitan regenerar los pozos y disponer de infraestructura de recolección pluvial. El desabasto no sólo representa un riesgo para la salud y la higiene de las personas, sino incluso de corrupción, con negocios de pipas, que imponen sus propios precios y que aun así no alcanzan a abastecer todas las zonas en que escasea el vital líquido.  La desregulación es casi absoluta, ya que en los casos en que sí existe una red potable el agua se paga de forma anual y no conforme al consumo real.  Esto lo que genera es que la gente que habita en las pocas zonas en las que no existe desabasto de agua carezca de una cultura del cuidado de ésta, regando jardines y lavando autos o banquetas con manguera, mientras que en otras zonas la gente debe hacer rendir algunas cubetas para ingesta, baño, inodoro, cocina y limpieza.
Además existen problemas serios de inseguridad pública y crimen organizado que, por la cercanía de Ecatepec con la Ciudad de México, orilló a las autoridades de ambas entidades a colaborar mutuamente en el combate a la delincuencia.
En el transcurso del 2011 al 2023 se han registrado números muy altos de asaltos en el transporte público en el Estado de México, siendo Ecatepec el municipio con más asaltos registrados a usuarios de transporte público y peatones, se ha convertido en la actualidad y siempre en cada cambio de organización uno de los municipios más volubles en cuestión de seguridad. Las autopistas de peaje son los principales blancos de los delincuentes que atracan autobuses de pasajeros e incluso a  traileros que transitan por las autopistas de todo el Estado de México la principal afectada es la que conecta con la Ciudad de México que es la México-Pachuca, la cual actualmente se encuentra en construcción de 4 carriles extra.

## Geografía
Ecatepec se ubica al noreste del Estado de México y al norte del valle de México, siendo parte de la zona metropolitana del Valle de México. El municipio se ubica entre los paralelos 19° 29′ y 19° 40′ de latitud norte y los meridianos 98° 58′ y 99° 8′ de longitud oeste. Abarca una superficie de 186.9 kilómetros cuadrados y la altitud de la entidad oscila entre 2200 y 3000 metros sobre el nivel del mar.
Limita al norte con los municipios de Tultitlán, Jaltenco, Tonanitla y Tecámac; al noroeste con Coacalco de Berriozábal; al noreste con Tecámac; al este con Acolman; al sureste con Atenco; al sur con Texcoco y Nezahualcóyotl; y al suroeste con Tlalnepantla de Baz (zona oriente) y con la delegación Gustavo A. Madero de la Ciudad de México.

### Hidrografía

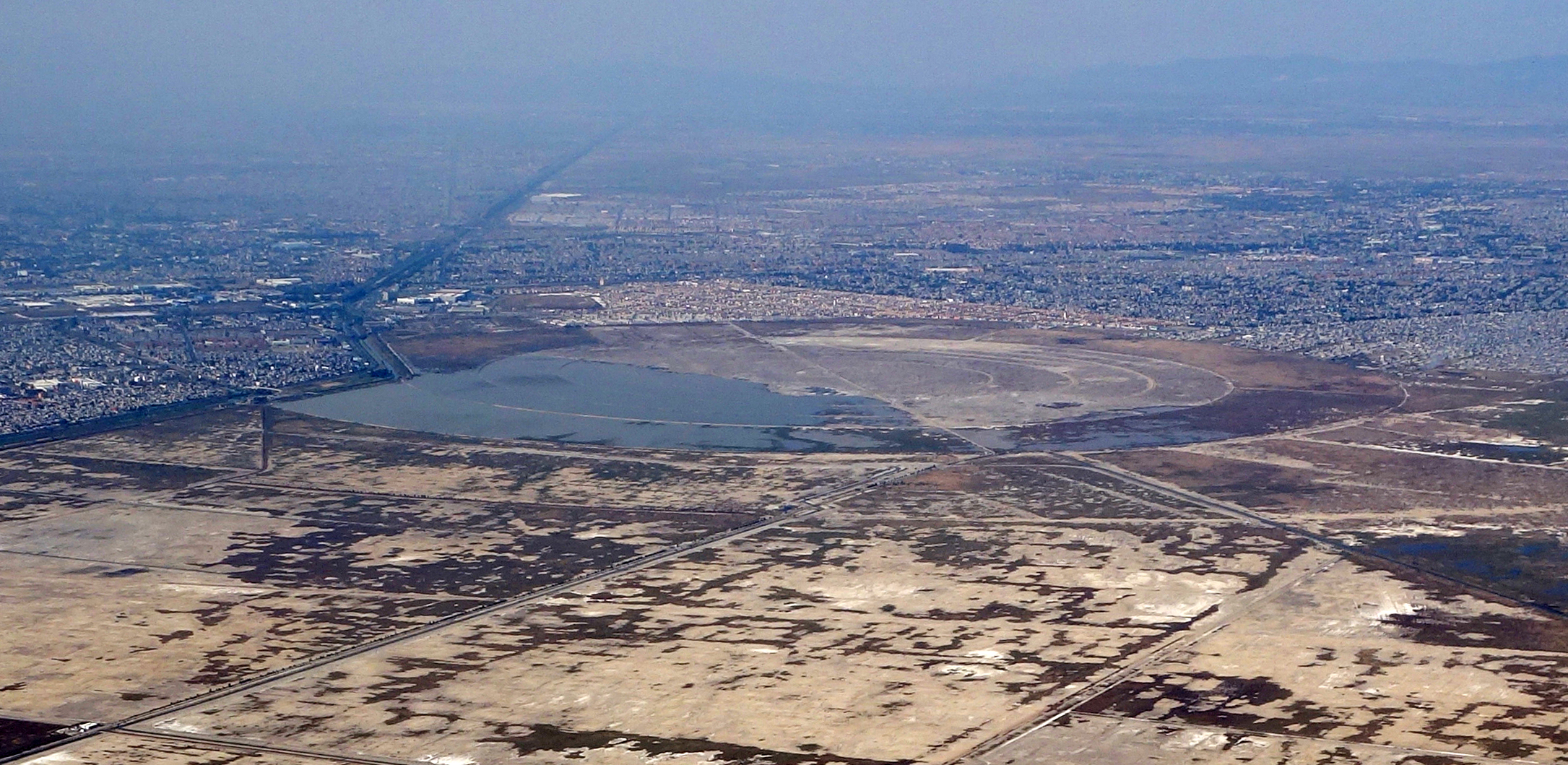
Depósito de evaporación solar El caracol.

Ecatepec se encuentra en la subcuenca del lago de Texcoco, dentro de la cuenca del río Moctezuma, parte de la región hidrológica del Pánuco. El municipio carece por completo de corrientes naturales de agua, el principal flujo artificial es el Gran canal de desagüe de la Ciudad de México, que atraviesa toda la entidad y cuyo principal tramo es el río de los Remedios. La principal cuenca es el embalse de El caracol, un depósito de evaporación solar ubicado en el límite con el municipio de Atenco.

### Orografía
La superficie del municipio es principalmente llana, ubicándose en su mayoría sobre el antiguo lago de Texcoco, con excepción de su región occidental, en que se encuentra la sierra de Guadalupe, en donde se ubican las principales elevaciones, como el cerro de Córdoba, el Chiquihuite, el Aceitado y el cerro Gordo. Del total del territorio del municipio, el 83% está dedicado a zonas urbanas, el resto del suelo es principalmente de matorral y pastizal.

### Clima
El clima de Ecatepec es templado semiseco, con lluvias en verano en dos tercios de su territorio y templado subhúmedo con lluvias en verano en el tercio restante.  La temperatura promedio anual es de 13.8 grados Celsius, variando entre 12 y 18 °C.  El rango de precipitación promedio es de 500 a 700 mm.
| Parámetros climáticos promedio de Ecatepec, Estado de México  | Parámetros climáticos promedio de Ecatepec, Estado de México | Parámetros climáticos promedio de Ecatepec, Estado de México | Parámetros climáticos promedio de Ecatepec, Estado de México | Parámetros climáticos promedio de Ecatepec, Estado de México | Parámetros climáticos promedio de Ecatepec, Estado de México | Parámetros climáticos promedio de Ecatepec, Estado de México | Parámetros climáticos promedio de Ecatepec, Estado de México | Parámetros climáticos promedio de Ecatepec, Estado de México | Parámetros climáticos promedio de Ecatepec, Estado de México | Parámetros climáticos promedio de Ecatepec, Estado de México | Parámetros climáticos promedio de Ecatepec, Estado de México | Parámetros climáticos promedio de Ecatepec, Estado de México | Parámetros climáticos promedio de Ecatepec, Estado de México |
| Mes                                                           | Ene.                                                         | Feb.                                                         | Mar.                                                         | Abr.                                                         | May.                                                         | Jun.                                                         | Jul.                                                         | Ago.                                                         | Sep.                                                         | Oct.                                                         | Nov.                                                         | Dic.                                                         | Anual                                                        |
| ------------------------------------------------------------- | ------------------------------------------------------------ | ------------------------------------------------------------ | ------------------------------------------------------------ | ------------------------------------------------------------ | ------------------------------------------------------------ | ------------------------------------------------------------ | ------------------------------------------------------------ | ------------------------------------------------------------ | ------------------------------------------------------------ | ------------------------------------------------------------ | ------------------------------------------------------------ | ------------------------------------------------------------ | ------------------------------------------------------------ |
| Temp. máx. abs. (°C)                                          | 24.7                                                         | 26.0                                                         | 29.3                                                         | 29.7                                                         | 30.5                                                         | 27.9                                                         | 26.3                                                         | 26.5                                                         | 26.1                                                         | 26.1                                                         | 25.0                                                         | 23.9                                                         | 30.5                                                         |
| Temp. máx. media (°C)                                         | 22.6                                                         | 24.1                                                         | 26.6                                                         | 27.4                                                         | 27.2                                                         | 25.3                                                         | 24.1                                                         | 24.3                                                         | 23.9                                                         | 23.6                                                         | 22.7                                                         | 24.6                                                         | 24.6                                                         |
| Temp. media (°C)                                              | 12.6                                                         | 13.9                                                         | 16.4                                                         | 17.9                                                         | 18.9                                                         | 18.5                                                         | 17.6                                                         | 17.7                                                         | 17.4                                                         | 16.4                                                         | 14.6                                                         | 13.3                                                         | 16.3                                                         |
| Temp. mín. media (°C)                                         | 2.5                                                          | 3.8                                                          | 6.1                                                          | 8.5                                                          | 10.6                                                         | 11.7                                                         | 11.1                                                         | 11.1                                                         | 10.9                                                         | 8.9                                                          | 5.5                                                          | 4.0                                                          | 7.9                                                          |
| Temp. mín. abs. (°C)                                          | -0.9                                                         | 1.2                                                          | 1.8                                                          | 6.2                                                          | 7.7                                                          | 9.5                                                          | 8.1                                                          | 8.5                                                          | 7.8                                                          | 3.9                                                          | 2.2                                                          | 0.8                                                          | -0.9                                                         |
| Precipitación total (mm)                                      | 9.1                                                          | 5.8                                                          | 12.7                                                         | 23.0                                                         | 53.9                                                         | 106.3                                                        | 115.6                                                        | 94.6                                                         | 86.0                                                         | 43.9                                                         | 10.7                                                         | 5.1                                                          | 566.7                                                        |
| Días de precipitaciones (≥ 1 mm)                              | 1.6                                                          | 2.2                                                          | 3.1                                                          | 6.0                                                          | 9.8                                                          | 14.2                                                         | 16.5                                                         | 15.7                                                         | 11.9                                                         | 6.7                                                          | 2.0                                                          | 1.4                                                          | 19.1                                                         |
| Fuente: Servicio Meteorológico Nacional. 16 de junio de 2017. |                                                              |                                                              |                                                              |                                                              |                                                              |                                                              |                                                              |                                                              |                                                              |                                                              |                                                              |                                                              |                                                              |

### Contaminación

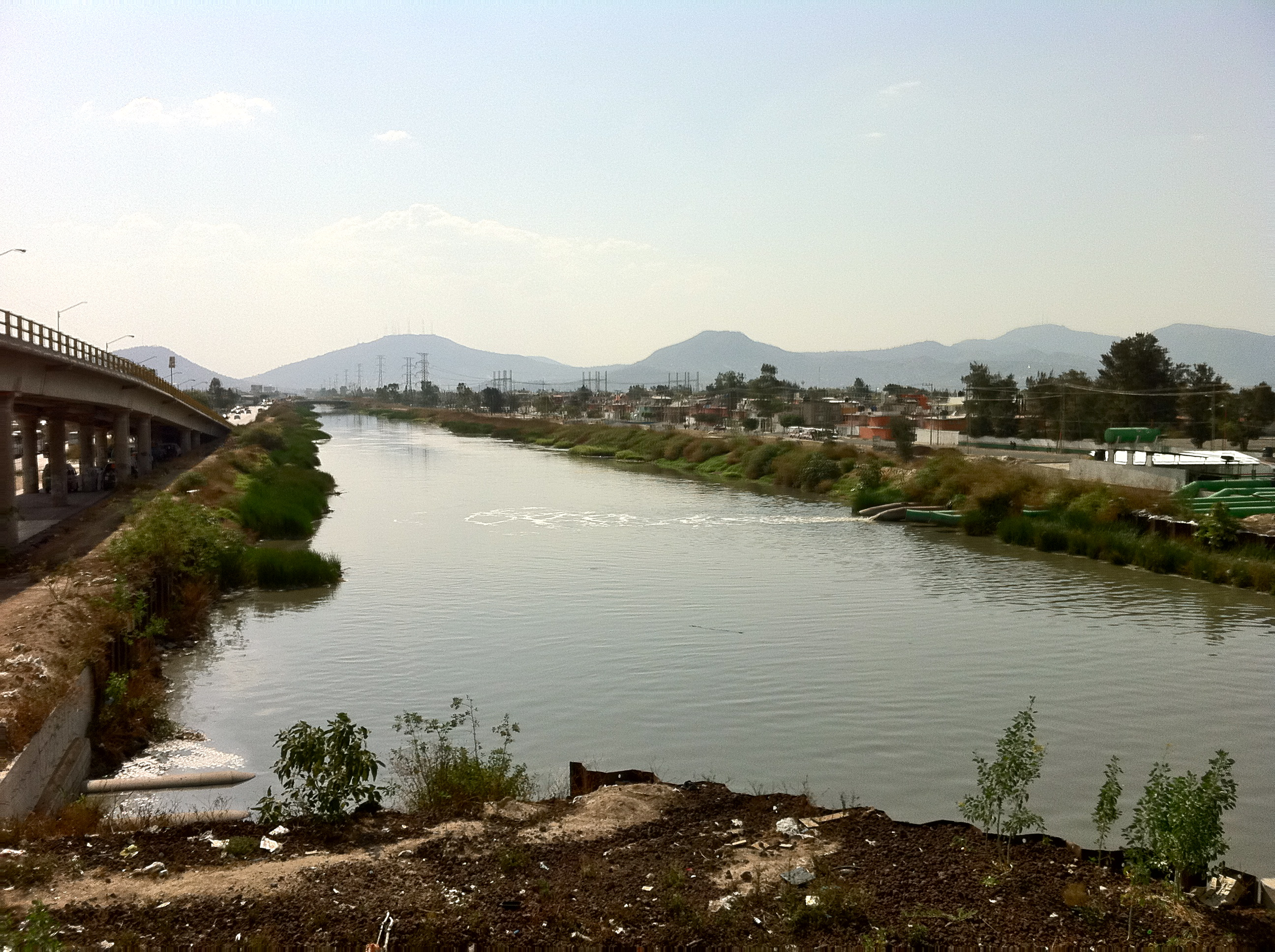
Contaminación del río de Los Remedios

Al ser parte del valle de México, este municipio conurbado sufre los mismos problemas ambientales que el resto de la región, derivados del exceso de fuentes de contaminación y una formación geográfica que impide que estas sustancias salgan del valle. Dentro de la zona metropolitana del Valle de México, el municipio de Ecatepec es considerado como el que tiene la peor calidad de aire, llegando en muchas ocasiones a superar los 100 puntos IMECA. Entre los factores que influyen para el exceso de contaminantes en el aire se consideran la sobrepoblación, con 1,8 millones de habitantes, la presencia de más de medio millón de automóviles y el hecho de que Ecatepec es una zona principalmente industrial.

## Política y gobierno
Cada tres años se realizan elecciones democráticas para elegir presidentes municipales.

### Presidentes municipales
Desde el 1° de enero de 2025, es presidenta municipal de Ecatepec, la Lic. en Sociología, Azucena Cisneros Coss, para el periodo correspondiente al 2025-2027. Siendo la primera mujer en ser electa para dicho cargo, mediante una elección constitucional. 
Desde 1935, los presidentes municipales han sido los siguientes:
| Gobernante                        | Años de Servicio              | Partido Político                 | Estatus                                    | Notas                                          |
| --------------------------------- | ----------------------------- | -------------------------------- | ------------------------------------------ | ---------------------------------------------- |
| Guillermo Rodríguez               | (1935-1936)                   |                                  | Constitucional                             |                                                |
| Vicente Carbajal                  | (1941)                        |                                  | Constitucional                             |                                                |
| Mauricio Ortega                   | (1942-1943)                   |                                  | Constitucional                             |                                                |
| Perfecto Romero                   | (1944-1945)                   |                                  | Constitucional                             |                                                |
| Ricardo Enríquez                  | (1949-1951)                   |                                  | Constitucional                             |                                                |
| Estanislao Duarte                 | (1952)                        |                                  | Constitucional                             |                                                |
| Licenciado Leopoldo García        | (1955-1957)                   |                                  | Constitucional                             |                                                |
| Guadalupe Castillo                | (1957-1960)                   |                                  | Constitucional                             |                                                |
| Ángel Otero Rivero                | (1960-1963)                   |                                  | Constitucional                             |                                                |
| Guillermo Rodríguez Caballero     | (1963-1966)                   |                                  | Constitucional                             |                                                |
| Rafael Quesada Ramírez            | (1966-1969)                   |                                  | Constitucional                             | [ 33 ]                                         |
| Leonardo Muñoz López              | (1969-1972)                   |                                  | Constitucional                             | [ 33 ]                                         |
| Gustavo Minutti Schiavenini       | (1972)                        |                                  | PML; por ministerio de ley                 | [ 33 ]                                         |
| Vicente Coss Ramírez              | (1972-1975)                   |                                  | Constitucional                             | [ 33 ]                                         |
| Guillermo Fragoso Martínez        | (1975-1978)                   |                                  | Constitucional                             | [ 33 ]                                         |
| Bernardo Sánchez Robles           | (1978-1981)                   |                                  | Constitucional                             | [ 33 ]                                         |
| Josué Valdez Mondragón            | (1981-1984)                   |                                  | Constitucional                             | [ 33 ]                                         |
| Raúl Vélez García                 | (1984-1987)                   |                                  | Constitucional                             | [ 33 ]                                         |
| Mario Enrique Vázquez Hernández   | (1987-1990)                   |                                  | Constitucional                             | [ 33 ]                                         |
| Vicente Coss Ramírez              | (1990-1993)                   |                                  | Constitucional                             | [ 33 ]                                         |
| José Alfredo Torres Martínez      | (1993-1996)                   |                                  | Constitucional                             | [ 33 ]                                         |
| Jorge Torres Rodríguez            | (1996-2000)                   |                                  | Constitucional                             | [ 33 ]                                         |
| Agustín Hernández Pastrana        | (2000-2003)                   |                                  | Constitucional                             | [ 33 ]                                         |
| Eruviel Ávila Villegas            | (2003-2006)                   |                                  | Constitucional                             | [ 33 ]                                         |
| José Luis Soto Oseguera           | (2006)                        |                                  | PML; por ministerio de ley en el año 2006. |                                                |
| José Luis Cruz Flores Gómez       | (2006)                        |                                  | PS; presidente sustituto en el año 2006.   |                                                |
| José Luis Gutiérrez Cureño        | (2006-2009)                   |                                  | Constitucional                             |                                                |
| Eruviel Ávila Villegas            | (2009-2011)                   |                                  | Constitucional                             |                                                |
| Indalecio Ríos Velázquez          | (2011-2012)                   |                                  | Suplente                                   |                                                |
| Pablo Bedolla López               | (2013-2015)                   | Nueva Alianza (Partido Político) | Constitucional                             |                                                |
| Sergio Díaz Hernández             | (2015)                        |                                  | Suplente                                   |                                                |
| Indalecio Ríos Velázquez          | (2016-2018)                   |                                  | Constitucional                             |                                                |
| Fernando Vilchis Contreras        | (2019-2021)                   |                                  | Constitucional                             |                                                |
| José Antonio García Pérez         | (abril a junio de 2021)       |                                  | PML; por ministerio de ley.                |                                                |
| Fernando Vilchis Contreras        | (Junio 2021-julio 2022)       |                                  | Constitucional                             |                                                |
| Ernesto Santillán                 | (julio 2022 - agosto de 2022) |                                  | PML; por ministerio de ley.                |                                                |
| Fernando Vilchis Contreras        | (agosto 2022 - marzo 2024)    |                                  | Constitucional                             |                                                |
| Angélica Gabriela López Hernández | (marzo 2024 - junio de 2024)  |                                  | PML; por ministerio de ley                 | Primera Mujer en ocupar el cargo               |
| Rocío Rivera Alcántara            | (junio de 2024)               |                                  | Encargada de Despacho                      | Segunda Mujer en Ocupar el cargo.              |
| Fernando Vilchis Contreras        | (junio - agosto 2024)         |                                  | Constitucional                             | Cambia su militancia al PT                     |
| Jesús Alvarado Palacios           | (desde agosto de 2024)        |                                  | Suplente                                   |                                                |
| Azucena Cisneros Coss             | (2025-2027)                   |                                  | Constitucional                             | Primera mujer electa como Presidenta Municipal |

### Administración pública municipal

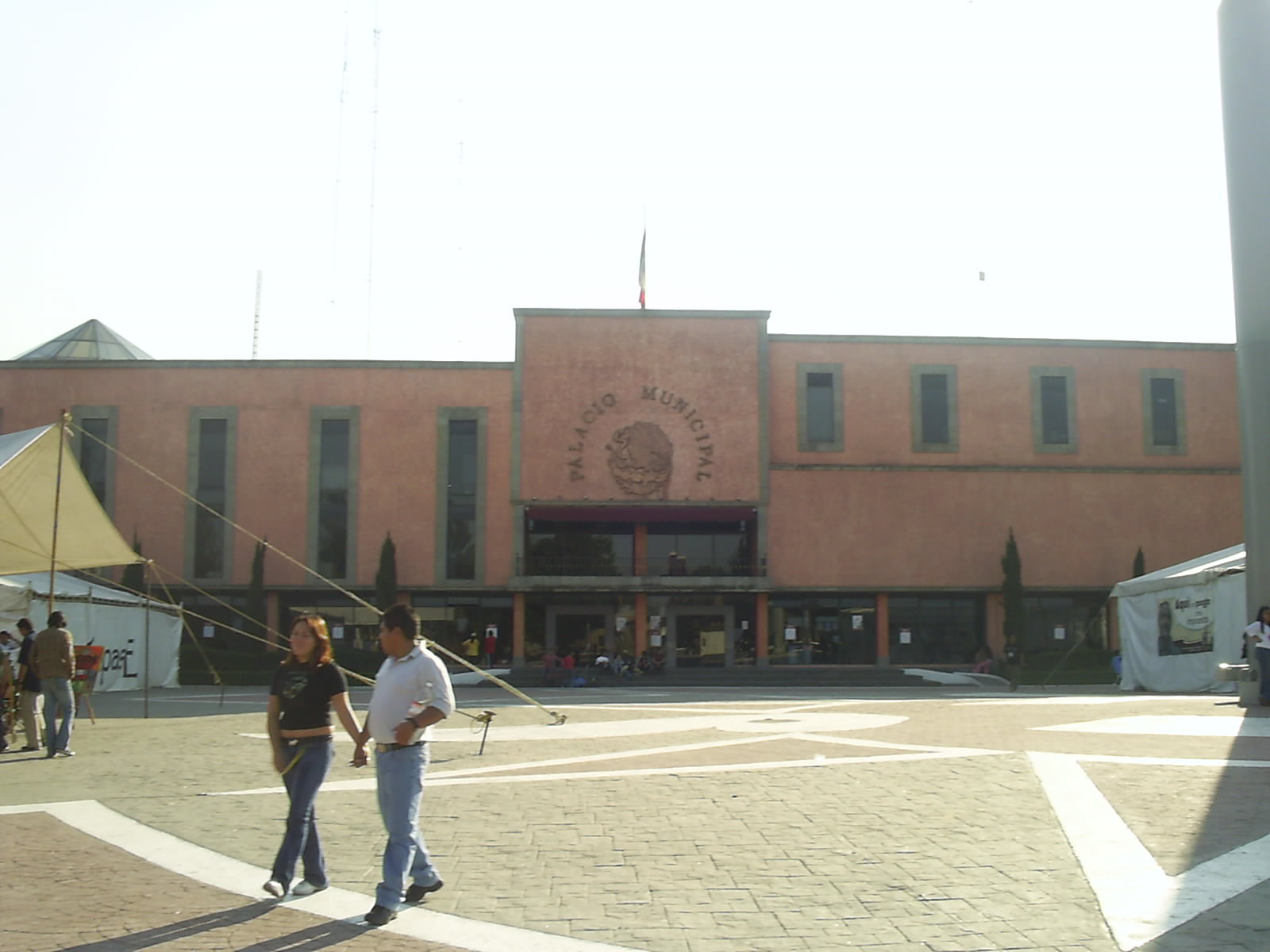
Palacio Municipal de Ecatepec de Morelos.

La administración pública del municipio de Ecatepec es una de las más grandes del Estado de México. Entre sus áreas se encuentran:
- H. Ayuntamiento de Ecatepec. Se compone esta de un Presidente Municipal que representa el Ayuntamiento, tres síndicos y diecinueve regidores. Todos ellos en forma conjunta representan al Ayuntamiento, máxima autoridad del municipio.
- Secretaría Técnica.
- Unidad de Transparencia. Es la encargada de dar Rendición de Cuentas y Acceso a Información a la Ciudadanía. Auxiliada por tres Departamentos, el del Módulo de Información, así como el de Enlace con todas las Áreas y el de Inconformidades.
- Sistema Municipal para el Desarrollo Integral y de la Familia (DIF). Cuenta con su propia Tesorería y Contraloría Interna, la Procuraduría de la Defensa del Menor y de la Familia, cinco Subdirecciones entre las que se encuentran la de Servicios Médicos, Alimentación y Nutrición Familiar, Atención a grupos Vulnerables, Atención Integral a la Familia y Administración. Asimismo existen dos Coordinaciones, que son la de Giras y Eventos, así como la jurídica Institucional;
- Sistema de Agua Potable, Alcantarillado y Saneamiento de Ecatepec (Sapase). Lo encabeza un director general que se auxilia de dos coordinadores, la Institucional y la Jurídica; así como también de cuatro gerencias y veinte departamentos.
- Dirección de Administración.
- Contraloría Interna Municipal. Con sus respectivas cuatro Subcontralorías, dos de ellas dedicadas a la Auditoría, una a Responsabilidades y otra Social.
- Secretaría del Ayuntamiento.

cuenta con las siguientes: 
Junta Municipal de Reclutamiento
Coordinación de Oficialías Conciliadoras y Calificadoras.
Archivo Municipal.
Coordinación de Registros Civiles. 
Oficialía de Partes
Unidad de Atención a Migrantes 
Patrimonio Municipal.
- Tesorería Municipal. Auxiliado de tres subdirecciones, Ingresos, Egresos y Ejecución Fiscal.
- Dirección General de Seguridad Pública y Tránsito.
- Dirección General de Servicios Públicos.
- Dirección General de Desarrollo Social y Humanos.
- Dirección de Protección Civil y Bomberos.
- Dirección Jurídica y Consultiva.
- Dirección de Gobierno.
- Dirección de Desarrollo Económico y Metropolitano.
- Dirección de Verificación y Normatividad.
- Dirección de Desarrollo Urbano y Medio Ambiente. Apoyado de dos direcciones, una dedicada a la Verificación y Normatividad, mientras que la otra al Medio Ambiente.
- Dirección de Obras Públicas.
- Dirección de Educación, Cultura y Deporte. Auxiliado de la Coordinación del deporte, así como de cuatro subdirecciones, Cultura, Educación Básica Estatal, Educación Básica Federal y Educación Media Superior y Superior.
- Dirección de comunicación social.
- Coordinación de Transporte y Vialidad.
- Coordinación Municipal del Instituto de la Mujer.
- Coordinación del Instituto de la Juventud.
- Defensoría Municipal de Derechos Humanos. Auxiliado por dos Departamentos, el de promoción y Divulgación de Derechos Humanos, así como el de Protección y Defensa de los Derechos Humanos.

### Representación vecinal
Se consideran como órganos o autoridades auxiliares del Ayuntamiento, los cuales son:
- Delegados. Ciudadanos que se encargan de vigilar el cumplimiento del Bando Municipal.
- Subdelegados. Se encargan de auxiliar al Delegado en sus funciones.
- Jefes de Manzana. Funcionan como promotores y enlaces con carácter honorífico de la administración pública municipal con los vecinos de sus respectivas manzanas.
- Consejos de Participación Ciudadana (Copaci). Son órganos de participación ciudadana comunitaria entre la ciudadanía y el gobierno municipal, que tienen como finalidad la promoción y gestión social, así como el resguardo y la utilidad de los bienes muebles e inmuebles de propiedad municipal que se destinan para el beneficio de la población con sus respectivas comunidades, en cumplimiento a los planes y programas municipales.
- Contralor ciudadano. es el vecino cuya función es la de observar, vigilar y coadyuvar con la Contraloría Interna Municipal, con el fin de garantizar que los servidores públicos municipales cumplan con la obligaicón de respetar los ordenamientos municipales y desempeñar con honestidad y eficiencia el ejercicio de sus funciones.
- Comités Ciudadanos de Control y Vigilancia. (COCICOVIS). Tienen a su cargo supervisar la obra pública estatal y municipal y están integrados por tres vecinos de la localidad en la que se construya la obra; son electos en asamblea general por los propios ciudadanos beneficiados por la obra.
- Grupos VIVE.- Grupos vecinales vigilantes y voluntarios de Ecatepec, conformados para construir entre el Gobierno y ciudadanos una sociedad segura. Tienen como propósito que con los elementos asignados de la policía municipal, se planeen juntos la forma de realizar la vigilancia en cada ámbito territorial.

### Relaciones Internacionales

#### Hermanamientos
La ciudad de Ecatepec tiene Hermanamientos con 35 ciudades alrededor del mundo
- Cuautla, México (1978)[36][38][39][40]
- Ciudad de México, México (1994)
- San José, Costa Rica (1998)[41][42][43][44]
- Alcala de Henares,  España (2004)[45]
- Ciudad de La Habana, Cuba (2004)[46][47][48]
- Plaza de la Revolución, Cuba (2007)[49]
- Caracas (2007), Venezuela[36][49][50][51][52][53]
- Libertador (2007), Venezuela[36][50][54]
- Guarulhos, Brasil (2007)[55]
- Saint-Louis-du-Sud, Haití (2007)[36][49][56]
- Namyangju, Corea delSur (2007)[49][57]
- Tepalcingo, México (2008)
- Edinburg, Estados Unidos (2008)[58]
- Guadalupe, México (2008)[36][59][60]
- Los Ángeles, Estados Unidos (2010)[61]
- Morelia, México (2010)[62][63][64]
- Tecamac, México (2010)[62][63][64]
- Yalta, Rusia (2013)
- Tecomán, México (2013)[65]
- Naucalpan, México (2013)
- Coacalco, México (2013)
- Guangzhou, China (2016)[66][67][68][69][70][71]
- Medellín, Colombia (2021)[72][73][74][75][76]
- Mazatlán, México (2022)[77][78][79]

#### Convenios
La ciudad de Ecatepec está Convenios con 35 ciudades alrededor del mundo.
- Acolman, Mexico (2007)[82][83]
- La Cisterna, Chile (2010)[84][85][86]
- Isla de Maipo, Chile (2010)[84][85][86]
- Cuenca, Ecuador (2010)[84][85][86]
- Trujillo, Peru (2010)[84][85][86]
- Cordoba, Argentina (2010)[84][85][86]
- Nezahualcóyotl, México (2019)[80][81][87][88]
- Tlalnepantla, Mexico (2019)[87][88][89]
- Apaxco, México (2020)[90]
- Milpa Alta, México (2022)[80][81]
- Tláhuac, México (2022)[80][81]
- Venustiano Carranza, México (2022)[80][81]
- Iztacalco, México (2022)[80][81]
- Xochimilco, México (2022)[80][81]
- Chimalhuacán, México (2022)[80][81]
- Valle de Chalco, México (2022)[80][81]
- Ixtapaluca, México (2022)[80][81]
- Texcoco, México (2022)[80][81]
- Chalco, México (2022)[80][81]
- Ciudad de México, Mexico (2023)[91]
- Coacalco, Mexico (2025)[83][92][93]
- Jaltenco, Mexico (2025)[83]
- Tecamac, Mexico (2025)[83]

#### Entidades Hermanas
- Michoacán, México (2008)
- Quintana Roo, México (2008)
- Región de Murcia, España (2014)[94][95]
- Ogun, Nigeria (2016)[96][97][98][99]

## Economía

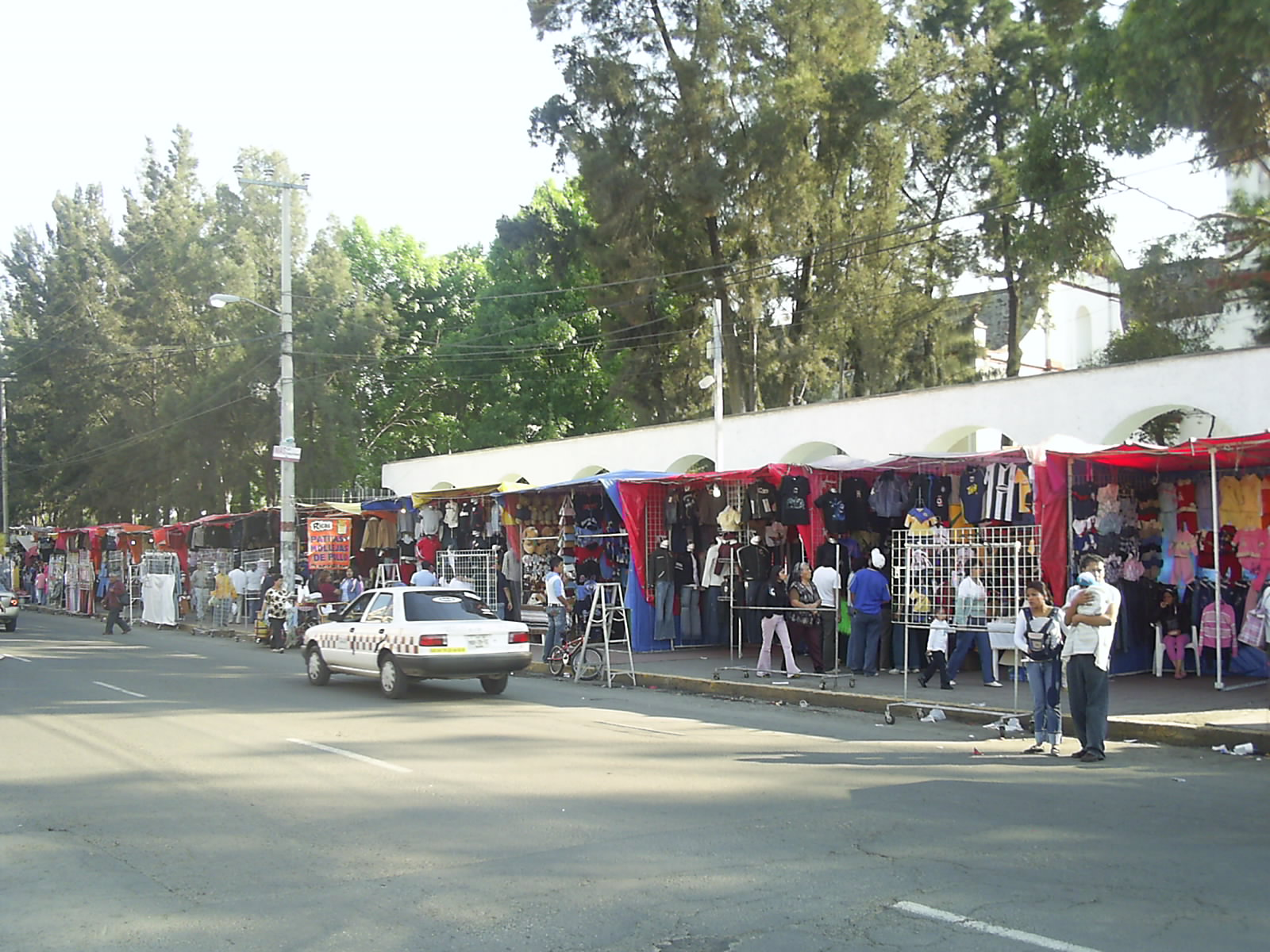
Tianguis en San Cristóbal Ecatepec

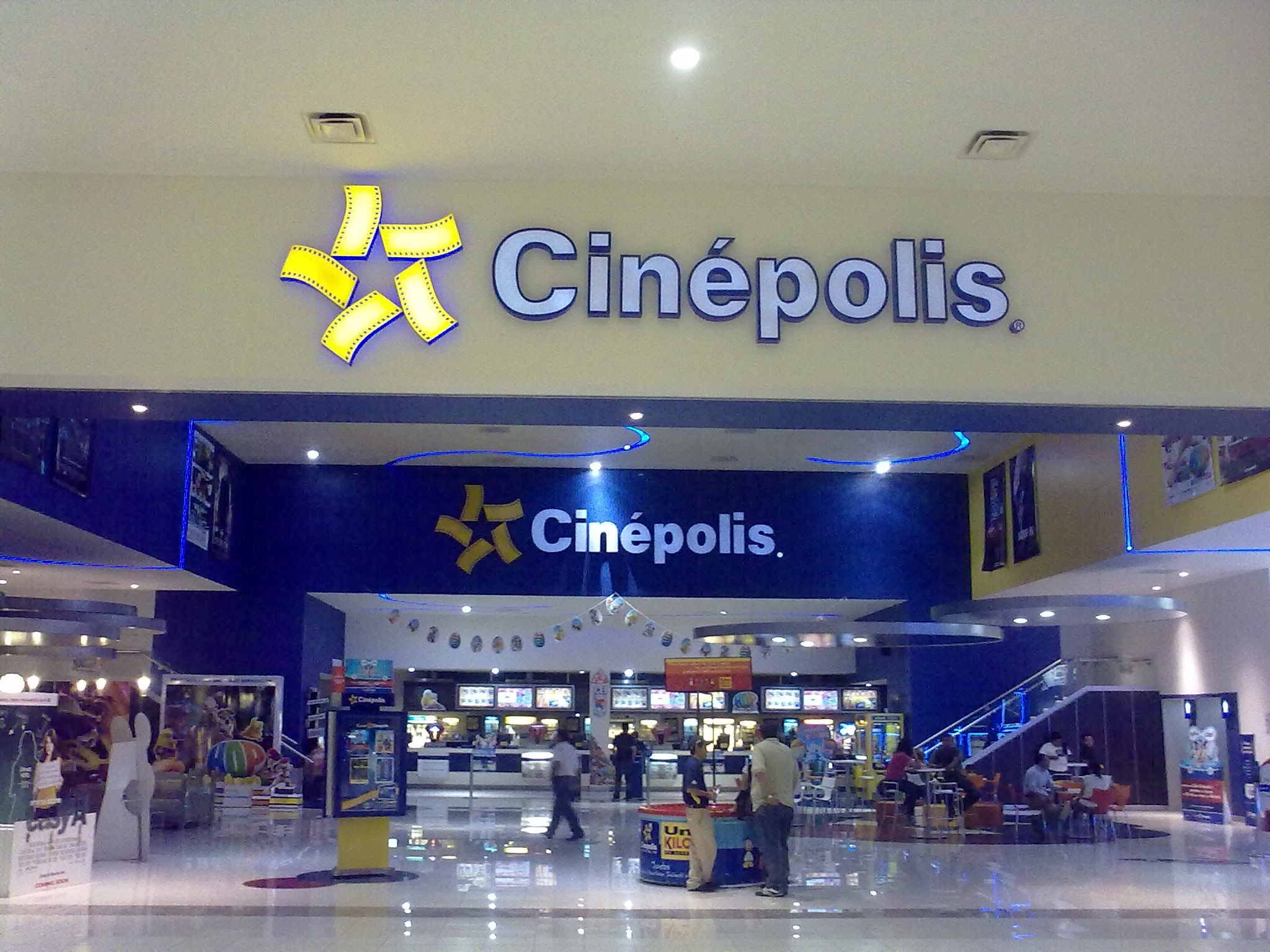
Centro Comercial Plaza Sendero

Hasta antes de la década de 1940, la economía de Ecatepec tenía una preeminencia en las actividades del sector primario (agricultura, ganadería y pesca), y las tres primeras empresas en llegar a este municipio fueron: Asbestos de México, en 1932; Sosa Texcoco, en 1936, y Aceros Tepeyac, en 1938. Actualmente la economía se basa en la industria, el comercio y los servicios. Existe una gran cantidad de fábricas: por mencionar algunas, se encuentran en esta zona las instalaciones de Grupo Jumex, ubicado en Xalostoc y, no muy distante, La Costeña, en la colonia Santa María Tulpetlac, ambas mexicanas. A pesar de que muchos de sus habitantes trabajan y estudian en la Ciudad de México, muchos ecatepenses laboran y estudian en el municipio y en los municipios aledaños.  También existe una cantidad de gente dedicada a la economía subterránea, empleos de todos tipos: mecánicos en mantenimiento, ingenieros en química de alimentos, con sueldos de 4,000 hasta los 25,000 pesos mensuales con oportunidades de crecimiento, según las aptitudes desarrolladas.[cita requerida]
El PIB per cápita en dólares ajustados (PPA) era de unos 14.600 dólares (2008), frente al promedio nacional, que fue en ese año de unos 13.200 dólares.
El censo estadístico del INEGI correspondiente al año 2015, arrojó en el Municipio de Ecatepec la cantidad de 71,820 unidades económicas.
De esas Unidades Económicas, 93 de ellas corresponden a establecimientos con más de 250 empleados, encontrándose entre estos, correspondiente al sector de la construcción.

### Pobreza
El municipio concentra el mayor número de personas en situación de pobreza y pobreza extrema en México. Según cifras oficiales, en la última década Ecatepec ha estado entre los municipios del estado con una alta cantidad de personas que son pobres, y padecen carencias de acceso a la alimentación, a la salud, a la vivienda, entre otras.
En 2012 723,559 personas (40.8 por ciento) vivían en pobreza y de ellas 107,023 personas, lo hacían en pobreza extrema. En 2015 eran 786 mil 843.

### Agricultura
Al ser Ecatepec un municipio urbano, prácticamente no cuenta con tierras cultivables. Sin embargo, existen núcleos agrícolas y organizaciones agrarias que poseen tierras en las que se siembra principalmente el maíz, frijol y cempasúchil; estas tierras se localizan en los ex ejidos de San Cristóbal, Tulpetlac y Chiconautla, así como en las faldas de la Sierra de Guadalupe.[cita requerida]
De acuerdo con el INEGI, las superficie sembrada total (hectáreas) al 2011 son de 872,271 totales en México de las cuales Ecatepec de Morelos contribuye con 130; el total de superficie cosechada sembrada total (Hectáreas) son de 668,583totales en México de las cuales Ecatepec de Morelos contribuye con 130; y Volumen de la producción forestal maderable (Metros cúbicos rollo), 2011 es de 186,916 totales en México de las cuales Ecatepec de Morelos contribuye con 0.

### Ganadería
Es la de menor importancia dentro de las actividades económicas. El censo agrícola 2010 registró un total de 18.954 cabezas de ganado vacuno, lanar, porcino, equino y caprino; prácticamente se trata de una actividad extinta. A finales de los años sesenta, se crearon la colonias Granjas Valle de Guadalupe, Granjas Independencia y Granjas Populares Tulpetlac; se trataba de lotes de 500 metros cuadrados, donde se pretendía que se formaran pequeñas granjas con producción para consumo propio; estos proyectos fracasaron debido a la poca disponibilidad de agua y a que su habitantes no atendieron los planes de desarrollo vigentes y construyeron en la totalidad de los terrenos.

### Comercio
En la Central de Abastos de Ecatepec se generan más de 1,200 empleos directos. Tiene un área de influencia de más de 4 millones de habitantes y 20 mil visitantes al día; asimismo, hay una infinidad de tiendas de autoservicio, tianguis, mercados públicos, tiendas departamentales y una infinidad de pequeños negocios establecidos en las principales avenidas y calles del municipio. Esta actividad económica genera más de 110,000 empleos directos.[cita requerida]
Dentro de las zonas industriales hay una gran cantidad de empresas consideradas parte del ramo comercial como, por ejemplo, las distribuidoras de gas LP. También hay centros de distribución de distintas empresas.
En conjunto, generan más de nueve mil empleos directos.
Plazas comerciales
En Ecatepec existen una infinidad de plazas comerciales. Las más importantes son las siguientes:
- Multiplaza Aragón (1971), de Grupo Frisa: Ubicada en la Avenida Central o Carlos Hank González, en la colonia Rinconada de Aragón. Sus tiendas ancla son: Walmart, Bodega Aurrera, Sam's Club, Suburbia, C&A, Cinépolis, The Home Depot y Office Depot. Es el centro comercial que más visitantes recibe de todo el país, con poco más de 70 millones de personas al año, y ocupa una superficie de terreno de 17 hectáreas. Cabe destacar que a lo largo de los años se ha posicionado como una plaza clasificada bajo el concepto prémium a nivel publicidad, debido a la gran afluencia de visitantes, además de la gran variedad de marcas de prestigio. Cabe destacar que en los últimos años, se ha llevado a cabo la remodelación de esta plaza, incluyendo así diversos comercios de comida o ampliando los ya existentes, también se realizó un segundo piso, donde ahora se puede accesar al servicio de estacionamiento, anteriormente ubicado en los alrededores de esta plaza, algunos comercios que se han integrado a la plaza son los restaurantes Italiannis y Chili's.

- Center Plazas (1992): Ubicada en la Avenida Central, en la colonia Fuentes de Aragón, su tienda ancla es Soriana Mercado, con el gimnasio Planet Fitness, ocupa una superficie de terreno de 45,500 metros, construidos en su totalidad en tres niveles. Este centro comercial forma parte del Servicio de Administración Tributaria y de la Procuraduría Federal del Consumidor.

- Las Américas (2001), de Consorcio ARA: Ubicada sobre la Avenida Central, en la colonia Las Américas, está dividida en dos complejos: el Fashion Mall, cuyas tiendas ancla son: Liverpool, Sears, Sanborns, Cinépolis, Sam's Club y Walmart (actualmente se le añadieron tiendas como Coppel e innovasport); ocupa una superficie de poco más de 12 hectáreas de terreno.

- Pabellón Ecatepec (2007), de Xtra Inmuebles: está ubicado en la Vía Morelos, en la Colonia Industrial Cerro Gordo; ocupa una superficie de terreno de 68,000 metros cuadrados, donde alguna vez se encontraban las instalaciones de la empresa General Electric; sus tiendas ancla son City Club, Suburbia y Xtra Cinemas.

- Gran Patio Ecatepec (2008, antes Plaza Sendero Ecatepec), de Grupo Acosta Verde: está ubicada en la colonia Venta de Carpio, en la Carretera Federal Lechería-Texcoco; sus tiendas ancla son Cinépolis y Soriana Híper, y ocupa una supercicie de terreno de casi de 11 hectáreas.

- Mexipuerto Ciudad Azteca (2009), de Grupo Carso: este centro comercial ubicado en la colonia Ciudad Azteca, forma parte de la Terminal Multimodal Azteca Bicentenario; sus tiendas ancla son Cinemex, Sanborns, Café Punta del Cielo y Super Chedraui, además cuenta con un Hospital VIVO de Grupo Star Médica.

- Patio Ecatepec (2012), de MRP México Retail Properties: Está ubicada en la colonia La Monera, en San Cristóbal Centro, sobre la avenida Revolución; sus tiendas ancla son Sam's Club y Walmart; ocupa una superficie de poco más de 50,000 metros cuadrados de terreno.

- Paseo Ventura (2015), de Consorcio ARA: Está ubicada en Las Américas, sobre la Avenida Paseo de las Américas; sus tiendas ancla son Cinemex, Coppel y Sky Zone, ocupa una superficie de poco más de 9 hectáreas. Con más de 200 tiendas a tu servicio, área de bancos, juegos para niños, entretenimiento para pasar un rato agradable con tus seres queridos, así como realizar tus compras de forma segura y con una atención de calidad, Sin duda una de los Centros comerciales más importantes de Ecatepec.

### Bazares
El bazar es un gran mercado de origen oriental similar a zoco islámico. En este mercado se puede encontrar una gran variedad de puestos que ofrecen productos muy diferentes y, por tanto es un lugar donde se puede acceder a la adquisición de productos muy variados. A día de hoy la palabra bazar se ha extendido para designar también a comercios en los que se vende una gran variedad de productos de diferentes o similares categorías, como los existentes en Ecatepec de Morelos.
Hay distintos tipos de bazares en Ecatepec de Morelos, entre los que pueden encontrarse los que mezclan productos variados o los que se especializan en ofrecer una gran diversidad dentro de un mismo sector. De esta forma podemos encontrar un bazar de cosméticos, un bazar de ropa o un bazar de productos del hogar.
La clave para escoger un bazar adecuado en Ecatepec de Morelos, es importante atender a las necesidades que se desea cubrir. Si se requiere comprar vestidos se puede acceder a bazares que ofrecen productos pertenecientes a múltiples sectores, sin embargo, en un bazar de ropa será posible encontrar una mejor oferta. El bazar de ropa es uno de los que gozan de mejor salud con una gran clientela que se beneficia de la gran cantidad de vestimenta y accesorios que se puede encontrar en ellos.

### Industria
Por el número de industrias (más de 1550), principalmente medianas y pequeñas, el municipio ocupa el cuarto lugar de los municipios más industrializados del país; cuenta con un parque: el Parque Industrial Xalostoc, y ocho zonas industriales:
- Urbana Ixhuatepec-Cuauhtémoc Xalostoc
- Rústica-Benito Juárez Xalostoc
- Esfuerzo Nacional
- Industrial Santa Clara
- Industrial Tulpetlac
- Industrial Cerro Gordo
- Industrial Jajalpa
- Guadalupe Victoria,

así como una infinidad de pequeños centros industriales en zonas de uso mixto, entre los que destacan:
- Conjunto Industrial Filadelfia
- Industrial Morelos
- Francisco Villa
- Granjas Valle
- Av. Nacional
- San Isidro Atlautenco

En los años cuarenta y cincuenta, se instalaron una gran cantidad de empresas, principalmente de los ramos químico, fundición, textil y metal mecánico, entre las que sobresalían:
- Sosa Texcoco
- Aceros Tepeyac
- Aceros Ecatepec
- Alfombras Mohawk
- Volkswagen
- Kelvinator
- Laminadora Kreimerman
- OMSA
- Onimex
- Papelera San Cristóbal
- General Electric
- Química Hoechst
- Babcok Wilcox
- Corporación Textil Mexicana
- La Libertad
- La Continental
- Texanta
- Acabados Textiles
- Valvoline
- Esso
- Shell

Sin embargo, tuvieron que cerrar sus puertas por razones de viabilidad financiera o cambio de domicilio.
En Ecatepec están asentadas importantes empresas de capital nacional, así como de procedencia alemana, suiza, sueca, francesa, irlandesa, española y estadounidense. Algunas de las industrias más representativas son según la Cámara de Comercio de Ecatepec:
- Fábrica de Jabón La Corona
- La Costeña
- Jumex
- Bayer
- CYDSA
- BASF
- Kimberly Clark
- Clariant
- American Standard
- SCA
- Granos El Patrón
- Almexa
- Primo
- Rassini
- Grupo Sigma
- Plymouth
- Kraft Foods
- Envases Cuevas
- American Textil
- Smurfit Cartón
- Papel de México
- Mexalit
- Con Alimentos
- Sonoco
- Reyma
- Colchones América
- Forenza
- Colchones Carreiro
- Victer
- Filte
- Fenoresinas
- Nylco
- Escalumex
- Miromex
- All Tub
- Flowserve
- Cubasa
- Arell
- NeolSym
- Electroquímica Mexicana
- IEQ
- Vitro Crinamex
- Radiadores Continental
- Blindajes Alemanes
- Camendo
- Derichebourg
- APSA

Por su tipo de proceso, las panaderías y tortilleras también están consideradas del giro industrial. Existen más de 250 empresas de ese tipo en el territorio municipal, sin contabilizar las establecidas dentro de las tiendas de autoservicio.
Por su tamaño, las industrias en Ecatepec están agrupadas, según su tamaño: las de más de 50 trabajadores en la Unión Industrial del Estado de México (UNIDEM) y las de menores dimensiones en Canacintra, Coparmex o Cámara de Comercio de Ecatepec.

### Actividad minera
Existe una unidad minero metalúrgica activa en Ecatepec, de nombre Recuperadora y Transformadora de Metales, S.A.
Se encarga del óxido de estaño empleando el sistema de operación de tipo Desestañadora, la unidad tiene capacidad de 40 toneladas por día. Esta información fue presentada por el Servicio Geológico Mexicano en su reporte perteneciente a diciembre del año 2014.

### Servicios
Hasta la década de los cincuenta, el ramo de los servicios solo estaba compuesto por estaciones de servicio, peluquerías, talleres mecánicos y algunas taquerías, torterías, pulquerías y cantinas, y no fue sino hasta mediados de los sesenta cuando empezaron a aparecer algunos bancos y restaurantes formales.
Actualmente, el sector servicios ocupa a más de un tercio de la población económicamente activa; además de los señalados, pueden incluirse aquí negocios tales como lavados de autos, cines, casas de cambio, casas de empeño, hospitales, clínicas, laboratorios clínicos, escuelas, universidades, hoteles y muchos otros tipos de prestadores de servicios profesionales: abogados, médicos, dentistas o arquitectos.
En el municipio existen poco más de 200 sucursales bancarias de casi todas las entidades financieras que operan en el país.
Debido al proceso de desindustrialización que padece la Ciudad de México y del que Ecatepec no es ajeno, cada día tiende a ser mayor el peso de los sectores comercio y servicios en la generación de empleos y de riqueza, además de servicios de entretenimiento.
Ecatepec cuenta también con un hospital general de segundo nivel: el Hospital José María Rodríguez, en la colonia Valle de Anáhuac, el cual cuenta con un programa de operación de cataratas gratuito y un excelente servicio a nivel estatal.

## Infraestructura
Ecatepec de Morelos, debido a su población, es uno de los municipios con mayor infraestructura a nivel estatal. Desde tiempos prehispánicos, en este lugar existe una notable infraestructura de gran relevancia para el Valle de México, los mexicas construyeron calzadas, canales, muros y terraplenes para contener las aguas del Lago de Texcoco. Aquí se encuentra parte de la trayectoria del Gran Canal de Desagüe de la Ciudad de México, el río de Los Remedios es una canalización que encauza las aguas servidas y las aguas de lluvia de la capital del país hacia el Gran Canal.

### Vialidad

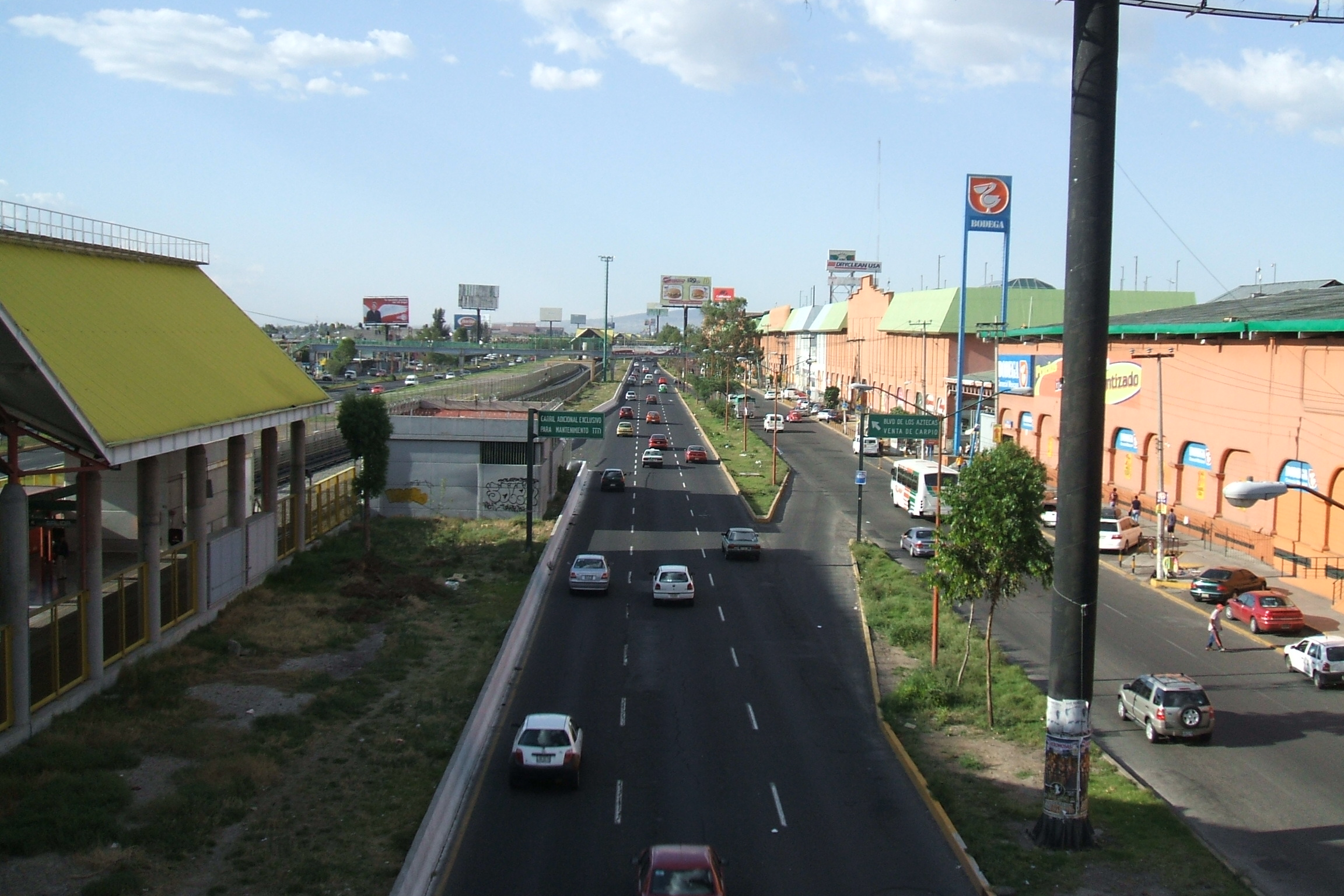
Avenida Central, Ecatepec de Morelos.

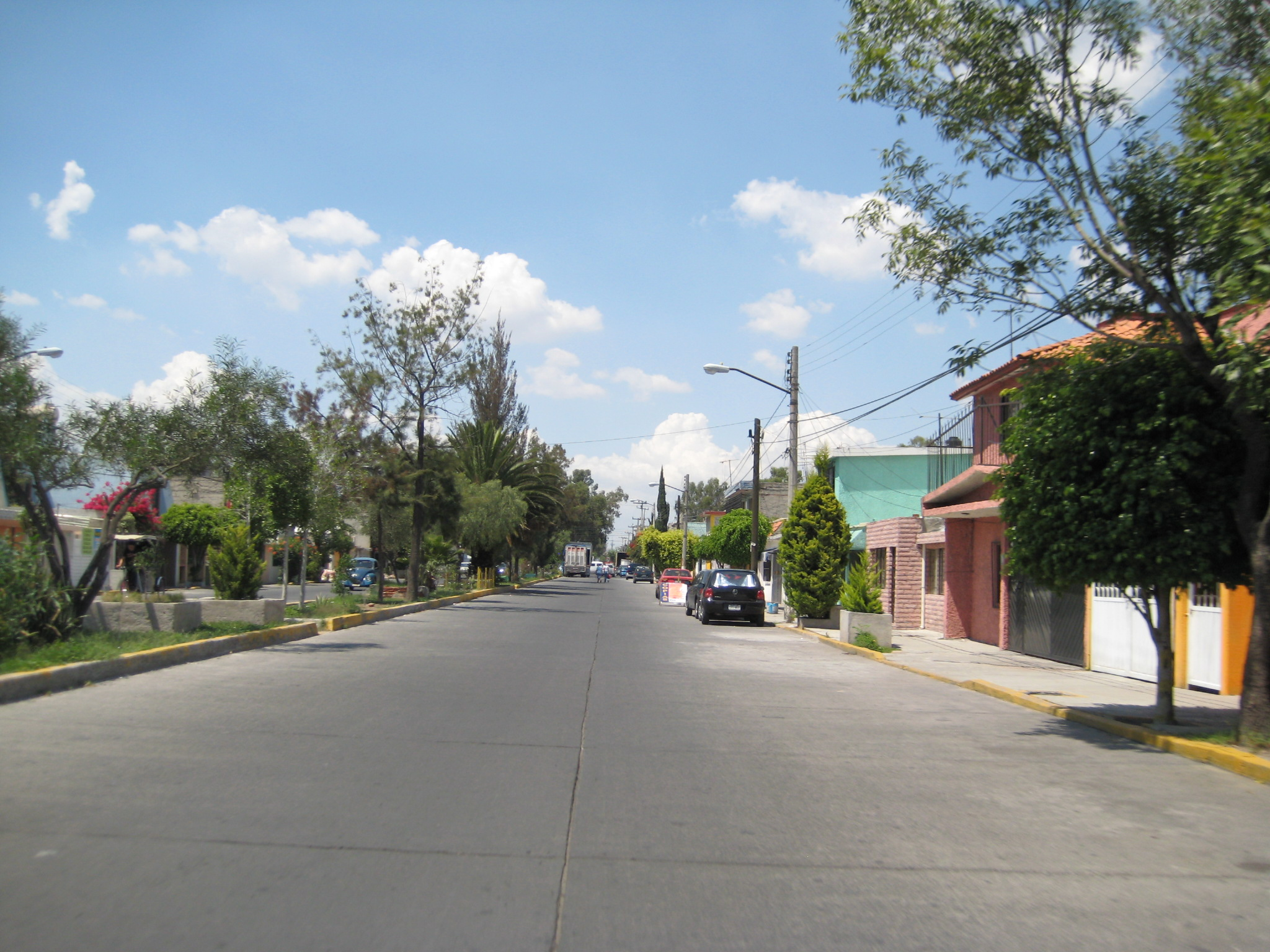
Avenida residencial de Ciudad Azteca.

El territorio ecatepequense es una zona que une al Distrito Federal con otros estados del país, como Hidalgo, y municipios mexiquenses, como Coacalco, Tultitlán y Tecámac, entre otros. Sus principales vialidades regionales son:
- Vía José María Morelos: es la continuación de la Avenida Centenario, comienza en los límites con la delegación Gustavo A. Madero y con Tlalnepantla zona oriente ñ, atraviesa por importantes zonas industriales de Ecatepec como Xalostoc, Santa Clara, Tulpetlac, San Andrés y otras. Sobre la Vía Morelos se ubican empresas y fábricas como Júmex, La Costeña, Agromit. Concluye entroncando en la Carretera libre a Pachuca o Av. Nacional, en la colonia Venta de Carpio, Ecatepec.Carretera Federal 85, actualmente conecta al puente que inicia el tramo de la autopista AIFA-Ecatepec Libre del Aeropuerto Internacional Felipe Ángeles.

- Avenida Nacional: Inicia en el puente de fierro, hasta llegar aproximadamente a San Martín Azcatepec. Esta vialidad entronca en su parte norte con la Avenida Hank González y comunica con las carreteras México-Tepexpan y Texcoco-Lechería; continúa hasta el límite con el municipio de Tecámac.Carretera Federal 85.

- Avenida Carlos Hank González: más conocida como Av. Central, comienza en los límites con la delegación Gustavo A. Madero, es la continuación de las avenidas Oceanía y Avenida 608. Atraviesa toda la zona de Aragón desde el Bosque de Aragón, pasando por varias colonias como San Juan de Aragón, Bosques de Aragón, Valle de Aragón en todas sus secciones, Melchor Múzquiz, Fuentes de Aragón (unidad habitacional creada por el año 1985 y cuenta actualmente con una zona escolar que comprende desde preescolar hasta nivel medio superior, se caracteriza por sus construcciones de edificios con tres plantas en color blanco y techos o fachadas de color rojo, se encuentra ubicada entre las estaciones Ecatepec y Olímpica de la línea B del metro), Jardines de Aragón, Rinconada de Aragón. La Avenida Central continúa después de Aragón pasando por otras colonias como Ciudad Azteca, Río de Luz, Industrias, Progreso de la Unión, Alfredo del Mazo, Valle de Ecatepec, Juan de la Barrera, Las Américas, Jardines de Morelos, 19 de septiembre, Venta de Carpio y finaliza en la colonia Venta de Carpio, después de pasar la Central de Abastos de Ecatepec, misma a la que debe su nombre "Central". Sobre esta avenida corre la línea B del Sistema de Transporte Colectivo Metro y la primera ruta del Mexibús que corre de Ciudad Azteca a Tecámac utilizando un carril confinado en el tramo de Av. Central que comprende de Plaza Aragón a Venta de Carpio; dicho servicio del Mexibus fue inaugurado en el año 2010 por el exgobernador Enrique Peña Nieto. La avenida no sólo es de suma importancia para el municipio de Ecatepec, sino también para toda la Ciudad de México ya que forma parte del Eje Troncal Metropolitano que conecta el sur de la ciudad (Xochimilco) con el norte (Ecatepec). Los principales lugares de interés que se ubican sobre Avenida Central son: Centro comercial "Multiplaza Bosques" ubicado en los comienzos de la avenida en la col. Bosques de Aragón, Centro comercial "Soriana Híper Aragón" (antes Gigante Aragón) ubicado en la col. Valle de Aragón 3.ª sección, el Tecnológico de Estudios Superiores de Ecatepec, Centro Comercial "Center Plaza", Centro comercial "Plaza Aragón", UNITEC, "Walmart Avenida Central" (antes "Mega Comercial Mexicana Avenida Central"), CECyT 3 del IPN, Centro comercial "Plaza Las Américas", Hospital "Las Américas", "Chedraui Palomas" y la Central de Abastos de Ecatepec. Carretera Federal 132.

- Avenida R-1 (o Vía Adolfo López Mateos): Esta avenida comienza en los límites de Ecatepec con la delegación Gustavo A. Madero. La Avenida R-1 es la continuación de la Avenida León de los Aldama, pasa a un costado de las zonas industriales y habitacionales. Concluye entroncando con la Avenida Central a un costado de Centro de Estudios Científicos 3 "Estanislao Ramirez".

- Anillo Periférico Oriente (o Boulevard Río de los Remedios) Esta vialidad tiene gran importancia para la comunicación vial de Ecatepec y de toda la Ciudad de México. El Periférico marca el límite sur de Ecatepec. Mediante el Periférico, Ecatepec marca sus límites territoriales con la delegación Gustavo A. Madero y con los municipios de Nezahualcóyotl y de Tlalnepantla de Baz además a un costado del Periférico corre el cauce del Río de los Remedios, que junto con el Gran Canal, son los canales más importantes del desagüe de la ciudad.

- Autopista México-Pachuca, Esta autopista comienza en la Ciudad de México pero posee una salida a San Cristóbal Ecatepec o te conecta con el Circuito Exterior Mexiquense para salir a la altura de los Héroes sobre la libre de Lechería-Texcoco, también la autopista tiene un ramal que se dirige al sitio arqueológico de las pirámides de Teotihuacán. Carretera Federal 85D.

- Avenida Revolución (o Avenida 30-30), Esta avenida se ubica en San Cristóbal (centro de Ecatepec).  La  30-30 comienza entroncando con la Vía Morelos en donde se encuentra el distribuidor vial "Generalísimo José María Morelos y Pavón" que en un principio fue nombrado "Arturo Montiel". Es famosa debido a su explanada 30-30, donde se presentaban grupos musicales de renombre (actualmente es Plaza Patio Ecatepec), esta avenida comunica a los provenientes de Ecatepec, hacia la Vía José López Portillo, que comunica hacia municipios como Coacalco de Berriozábal, Tultitlán y Cuautitlán Izcalli. El nombre real y original de esta avenida es Avenida Revolución, pero la mayoría de la gente la conoce como Avenida 30-30 porque en ese lugar, existía una ferretería con el nombre "30-30" y ese era el punto de referencia para hacer el ascenso y descenso de pasaje en el transporte público. subí en la "30-30".

- Autopista Circuito Exterior Mexiquense, si bien esta autopista comienza en los límites de Ecatepec con el Anillo Periférico, la cual es la vialidad que marca los límites al sur del municipio y llega hasta la autopista a Querétaro, conectando al norte de Ecatepec, tiene dos salidas a la Av. Central a la altura de Las Américas pasando la caseta viniendo de Periférico señalizada como Venta de Carpio-Pachuca Libre y saliendo por la caseta señalizada como Av. Central-México D.F. viniendo de la autopista a Querétaro o de la carretera Lechería-Texcoco. Esta autopista en su tramo Periférico-Las Américas sirve como libramiento de la Avenida Central para evitar el tráfico varios automovilistas usan esta autopista en horas pico. También esta autopista conecta a la autopista a Indios Verdes para todos los habitantes de San Cristóbal y los Héroes Bosques. Carretera Federal 87D.

- Se tiene un carril de acceso al Circuito Exterior Mexiquense por Avenida Pichardo Pagaza, en la colonia Nueva Aragón, donde ya se puede acceder. Esta entrada tiene dirección al sentido que va hacia Neza Bordo Texcoco y tendrá una longitud de 140.6 metros y cuatro de ancho, además de un acceso automático con tarjeta "IAVE". Se proyecta que el acceso tenga un aforo de mil 700 autos diarios, y una vez que se concluya la tercera etapa del Circuito Exterior -en el entronque con la autopista México-Puebla-, los conductores podrán ir de este punto de Ecatepec y tomar dicha arteria, en alrededor de 30 minutos. Carretera Federal 87D.

La problemática principal de Ecatepec es el crecimiento desmesurado de las unidades habitacionales, lo que origina un problema de transporte, ya que los traslados a los centros de trabajo se hacen muy largos y muy distantes, disminuyendo de esa forma la productividad de los individuos de esta zona.

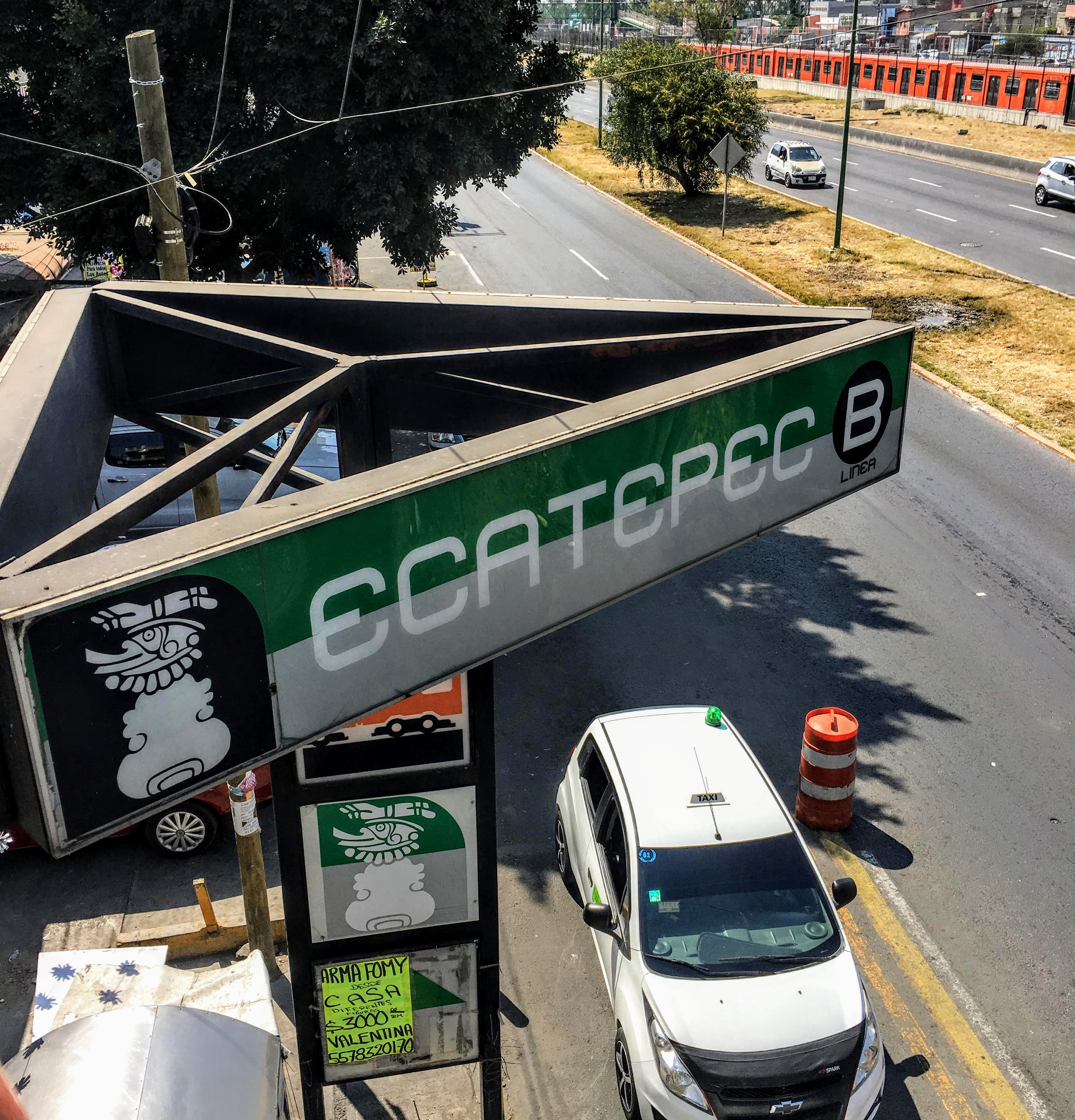
Estación Ecatepec

### Transporte

#### Mexibús

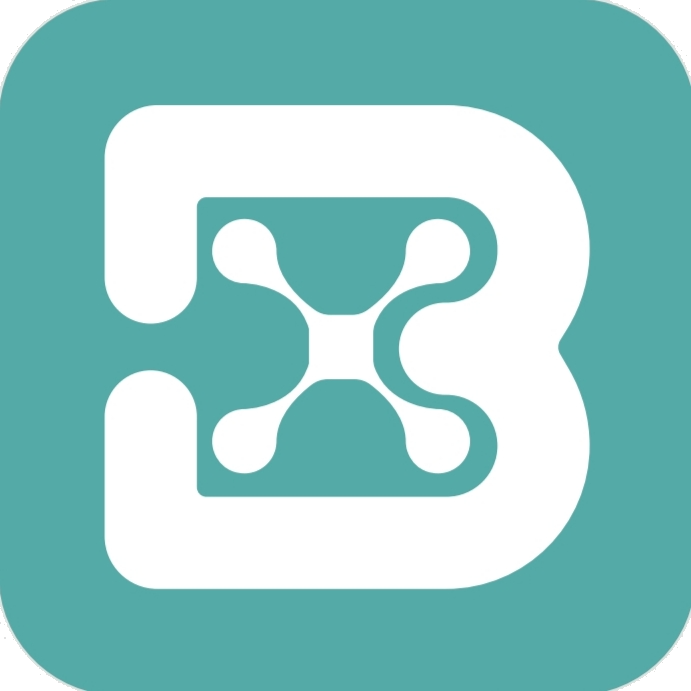
Emblema del BRT Mexibús

En el municipio de Ecatepec el día 2 de octubre de 2010, fue inaugurada la primera línea del Mexibús, sistema de autobús de tránsito rápido siendo esta la primera en el Estado de México. La línea 1 recorre una longitud de 16.5 km; cuenta con 23 estaciones y 3 terminales, tiene 4 servicios, 3 exprés y 1 ordinario, el servicio ordinario es el TR-1 ordinario Ojo de Agua-Ciudad Azteca (que recorre las 23 estaciones), los servicios exprés son: TR-3 Ojo de Agua-Ciudad Azteca (que recorre 8 estaciones), TR-3 ROSA (que recorre 8 estaciones y siendo su característica principal que solo viajan mujeres en este servicio) y TR-4 Central de Abastos-Ciudad Azteca (que recorre 8 estaciones), opera de 4:30 a. m. a 1:40 a. m.

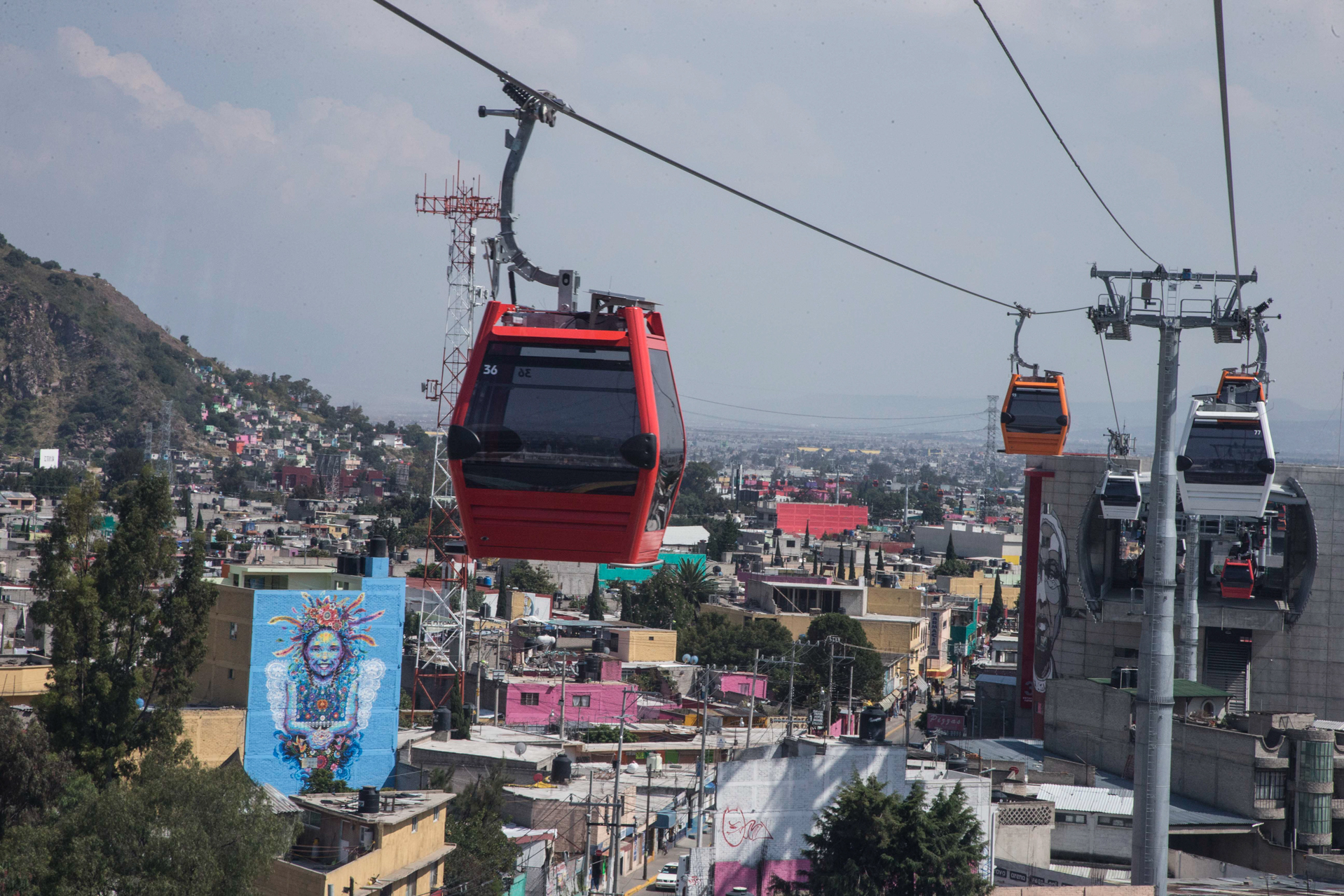
Teleférico MEXICABLE en el municipio de Ecatepec de Morelos.

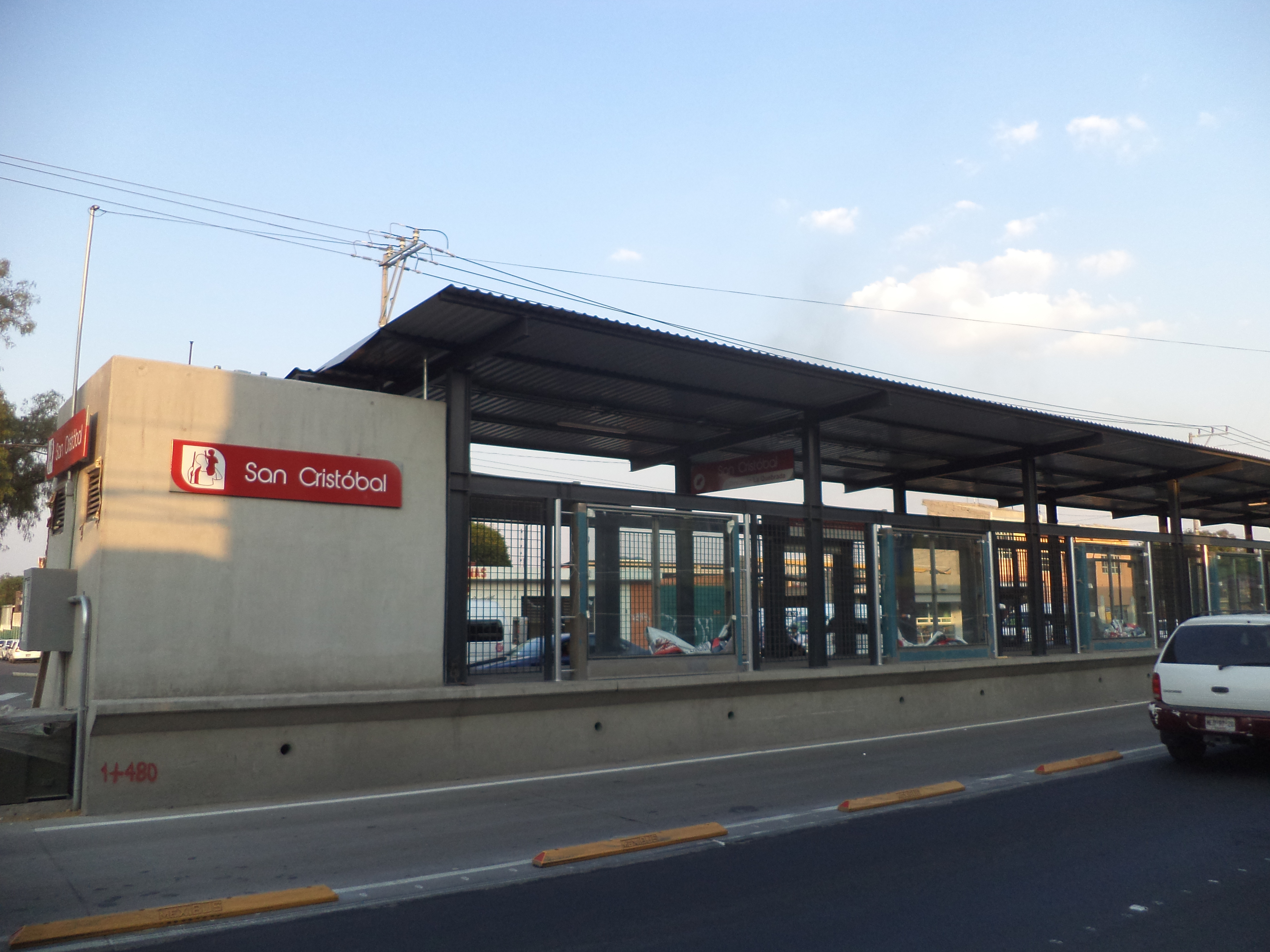
Estación del Mexibús.

Este servicio de transporte público interconecta al municipio de Ecatepec con el municipios de Tecamac.
El costo del servicio de 9.00 pesos mexicanos por viaje y para acceder al servicio hay que adquirir una tarjeta de prepago recargable que su costo es de 16.00 pesos mexicanos, la tarjeta incluye un viaje y se puede adquirir únicamente y para molestia de los usuarios en la estación terminal Ciudad Azteca en las máquinas expendedoras.
Cabe destacar que el servicio de cobro y la venta de tarjetas es totalmente automatizado y es indispensable adquirir la tarjeta para acceder al sistema.
La empresa concesionaria que opera el Mexibús es Transmasivo.
En la estación Las Américas de la línea 1, tiene conexión con la estación Primero de Mayo de la línea 2 del Mexibús, cabe destacar que el transbordo tiene costo y que además es requerida una tarjeta diferente a la de la línea uno, la cual debe comprarse aparte.
El 12 de enero de 2015 el presidente de la República, Enrique Peña Nieto y el gobernador del estado, Eruviel Ávila, inauguraron la línea 2 del Mexibús, la cual va desde Las Américas, en Ecatepec, hasta el municipio de Cuautitlán Izcalli, donde las 43 estaciones pasan a lo largo de Coacalco y Tultitlán.
Las estaciones por la que corre la línea 2 del Mexibus son La Quebrada, Lechería, Vidriera, Ciudad Labor, Chilpan, Recursos Hidráulicos, COCEM, Buenavista, Bandera Tultitlán, Bello Horizonte, Cartagena, De la Cruz San Mateo, Fuentes del Valle, Mariscala Real del Bosque, Villas de San José, Santa María Coacalco Berriozábal, Bosques del Valle, Exhacienda San Felipe, Coacalco Tultepec, Héroes Canosas, San Francisco, Las Flores Zacuatitla, 1.ª de Villa, Eje 8, Parque Residencial, La Laguna, San Carlos, FOVISSSTE, Venustiano Carranza, Guadalupe Victoria, DIF, Ecatepec, El Carmen, ISSEMYM, Agricultura, San Cristóbal, UPE, Casa de Morelos, Puente de Fierro, San Martín, 1.º de Mayo, y Las Américas.
En el recorrido desde el fraccionamiento de Las Américas (en Ecatepec) a la Quebrada (en Cuautitlán Izcalli) tendrá 22.2 kilómetros, esta circula desde la Avenida Primero de Mayo, Avenida Revolución y Avenida José López Portillo; y para así poder brindar el servicio este cuenta con 43 estaciones y 58 autobuses para el fácil desplazamiento de los ciudadanos.
Cabe destacar que, con la construcción de la línea del Mexibús, la línea 2 que corre de Lechería a Plaza las Américas (anteriormente ya se contaba con la línea 1 que corre de Ojo de Agua a Cd. Azteca).
En abril de 2015 comenzaron las construcciones del Teleférico denominado Mexicable, primer teleférico de transporte masivo de personas en territorio mexicano. la cual beneficiara a 30 mil habitantes, ya que recorre aproximadamente 4.8 km en 17 minutos (antes 1 hora), comunicara parte alta de la Sierra de Guadalupe con la vía Morelos, este sistema también conecta con la línea 4 del Mexibús en la estación Santa Clara, además hay otras estaciones de la línea IV que se ubican en este municipio.
Se tiene contemplada la construcción y la operación de siete estaciones de servicio, las cuales estarán ubicadas en San Andrés, Los Duraznos; Las Torres, Jazmín-Xochitelco, Coanacol, José Vasconcelos y Vía Morelos, tendrá dos estaciones terminales y 5 intermedios; el costo del viaje se tiene contemplado en 9 pesos.
Otra de las obras que se encuentran en proyecto es la ampliación de la línea 4 del metro. Se pretende que correrá de la estación Martín Carrera hasta el municipio de Acolman, y atravesará el municipio de Ecatepec.[cita requerida]
El servicio de la línea B cuenta con un soporte técnico de baja calidad, ya que tarda mucho en hacer paradas continuas, esto se debe a la misma energía eléctrica que es consumida, lo que provoca afectaciones en algunos equipos electrónicos.
Sobre la avenida Central corre la Línea B del Sistema de Transporte Colectivo (Metro), que va desde Buenavista hasta Ciudad Azteca, con una extensión de cinco kilómetros dentro del municipio y seis estaciones.[cita requerida]
Las siguientes estaciones del Metro de la Ciudad de México cruzan la demarcación:
| Estación            | Línea |
| ------------------- | ----- |
| Ciudad Azteca       |       |
| Plaza Aragón        |       |
| Olímpica            |       |
| Ecatepec            |       |
| Múzquiz             |       |
| Río de los Remedios |       |

## Seguridad pública
En materia de seguridad pública, el municipio cuenta con:
- Equipamiento: 403 patrullas, 200 de ellas con geolocalizador satelital, 79 equipos PDA (Personal Digital Assistant), que son computadoras portátiles para consultar datos en el Sistema de Plataforma México, 22 motocicletas con cascos, 991 equipos de radio comunicación, 100 equipos antimotines y 88 caballos. Además, siete patrullas inteligentes que circulan por las diferentes vialidades del municipio, al mismo tiempo que leen placas y toman fotografías de ellas, para consultarlas en una base de datos y determinar si un vehículo cuenta o no con reporte de robo en un tiempo aproximado de 3 segundos.

- Policía Montada: dos sectores de caballería, integrados por 61 elementos y 88 semovientes que dan vigilancia, principalmente, a las comunidades de la parte alta del municipio, donde no pueden ingresar las patrullas por las condiciones geográficas del lugar, y realizan 756 recorridos en comunidades de la parte alta de la Sierra de Guadalupe y 360 operativos de prevención del delito.

- Centro de Mando y Comunicación Ecatepec (C-4): operado por 43 elementos las 24 horas del día. Cuenta con un departamento de análisis criminal, una central de emergencias (066), el sistema de videovigilancia, alarmas vecinales, alarmas industriales, GPS, alerta vehicular, el sistema de lectura y reconocimiento de placas. En el C-4 se encuentra la recepción de las 42 cámaras distribuidas en el territorio municipal y en las principales vialidades.

- A partir del año 2014 el municipio de Ecatepec cuenta con Drones (Equipos aéreos no tripulados) que apoyarán en la toma de video aéreo para dar vigilancia a ciertas zonas de municipio.

## Demografía

### Localidades
| Localidad              | Población |
| Total Municipio        | 1,656,107 |
| San Cristóbal Ecatepec | 1,655,015 |
| Mesa de Leones         | 578       |
| Tierra Blanca          | 480       |
| Vista Hermosa          | 34        |

Ecatepec está habitado por 1 656 107 personas, siendo la entidad más poblada del Estado de México y la segunda con mayor cantidad de habitantes en el país, solo superada por la delegación Iztapalapa de la Ciudad de México, con 1 820 888 personas. La población de Ecatepec es equivalente al 10% del total de habitantes del Estado de México, y es superior a la población total de varios estados de la república, como Durango con 1 509 117 habitantes, o Campeche con 754 730 habitantes.
Del total de habitantes de Ecatepec, 806 443 personas son hombres, equivalente al 48.9% del total de pobladores del municipio, el 51.5% restante lo componen 849 664 mujeres. La edad mediana es de 27 años.
Ecatepec es el tercer municipio con mayor densidad de población del estado, con 13 815.6 habitantes por kilómetro cuadrado, solo superado por Chimalhuacán, con una densidad de población ligeramente superior, y por Nezahualcóyotl, con 17 563 habitantes por kilómetro cuadrado.

### Población indígena
Del total de población del municipio, 68 568 personas se reconocen como población indígena. En contraste, 25 322 personas hablan alguna lengua indígena, de las cuales 21 633 también hablan español, equivalente al 85% de los que dominan algún idioma. Las lenguas indígenas más difundidas son el náhuatl con 8 555 hablantes, el otomí con 4 244 hablantes y el mixteco con 2 406 hablantes.

### Pueblos originarios

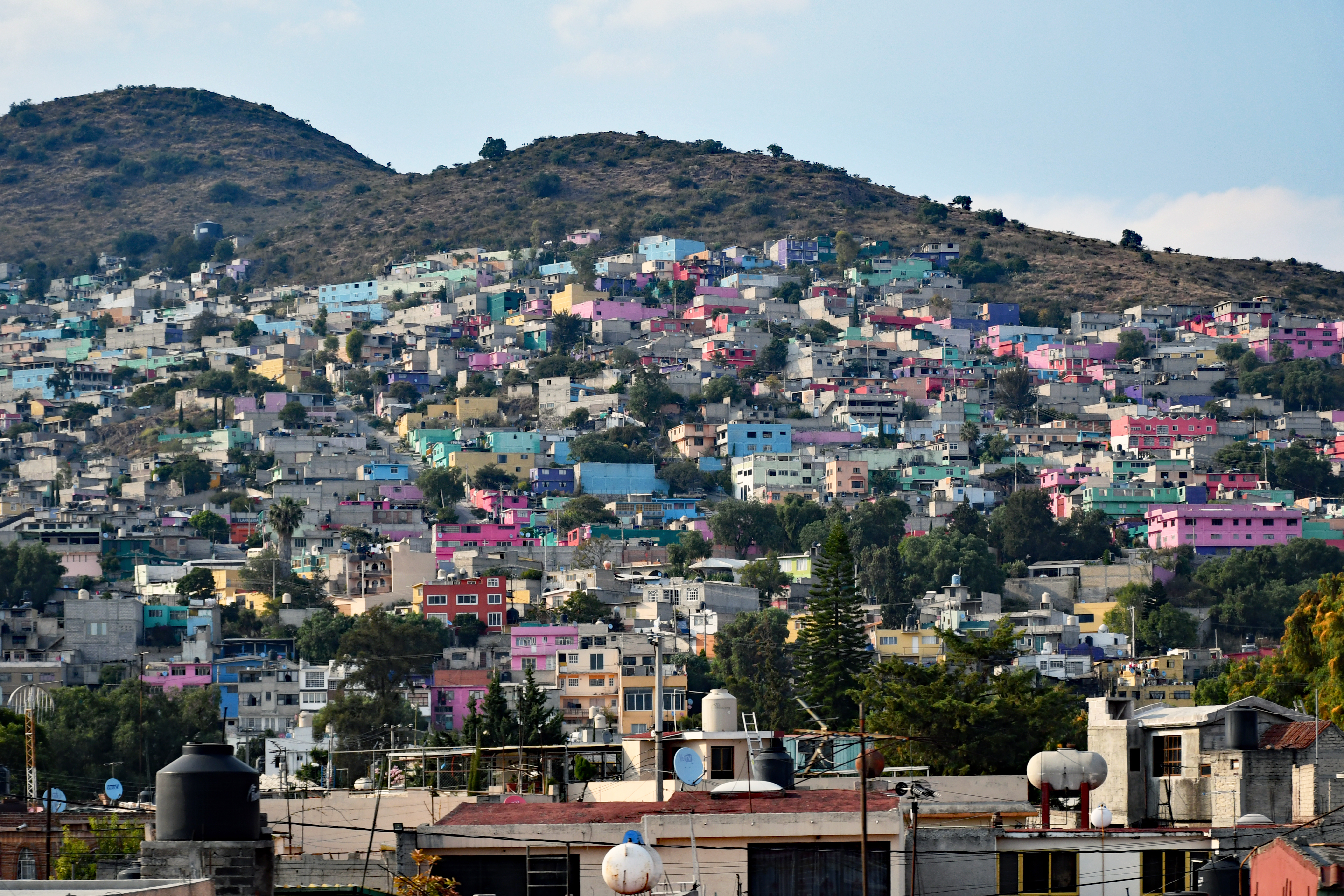
Vivienda popular de Ecatepec de Morelos.

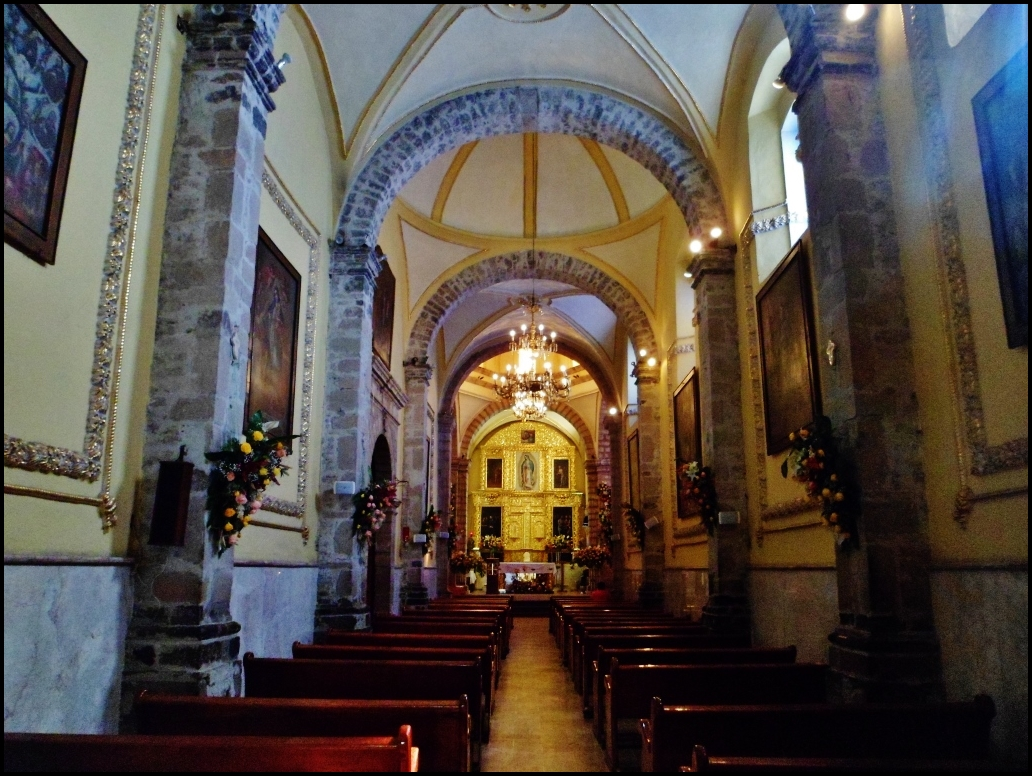
Interior de la parroquia de Santa María Tulpetlac.

Ecatepec reconoce a nueve localidades como pueblos originarios de la región. La mayoría de estos pueblos existen desde el periodo prehispánico.
- San Cristóbal Ecatepec: Es la cabecera municipal y sede del Palacio de Gobierno. Su fiesta patronal se realiza el 25 de julio en honor a San Cristóbal Mártir.[115]
- San Pedro Xalostoc. (del náhuatl: xalostoc ‘xalli, c’‘cueva, arena; lugar’) Su fiesta patronal se realiza el 29 de junio en honor a San Pedro.[116]
- San Andrés de la Cañada. Se ubica en la sierra de Guadalupe. Obtuvo la categoría de pueblo el 11 de agosto de 2016.Su santo patrón es Andrés el Apóstol.[117]
- San Isidro Atlautenco. (del náhuatl: atlautenco ‘atlauhtli, tentli, co’‘barranca, cueva; labios, boca, orilla; en’) Recibió la categoría de pueblo en 2003. Su fiesta patronal es el 15 de mayo en honor a San Isidro Labrador.[118]
- Santa María Chiconautla. Su fiesta patronal es el 8 de septiembre en honor de la natividad de la virgen.[119]
- Santo Tomás Chiconautla. (del náhuatl: chiconautla ‘chiconauh, tlan’‘lugar de nueve sitios’) Su fiesta patronal es el 21 de diciembre en honor a Santo Tomás Apóstol.[120]
- Guadalupe Victoria. El nombre original de este pueblo es Tecpayocan Coatlalpan, que en náhuatl significa «lugar de piedras rojizas», «donde abundan las serpientes» o «lugar de cuchillos de piedra». La localidad fue rebautizada en honor a Guadalupe Victoria, primer presidente de México. Su fiesta patronal es el 12 de diciembre en honor a la Virgen de Guadalupe.[121]
- Santa María Tulpetlac. (del náhuatl: tulpetlac ‘lugar de petates de tule’) En este pueblo se ubica la parroquia de Santa María Tulpetlac, construida en el siglo XVI por la orden de los franciscanos, en cuyo atrio se encontró la lápida de Diego de Alvarado Huanitzin, último señor de Ecatepec. Su santo patrón es Francisco de Asís por ser fundado por franciscanos.[122]
- Santa Clara Coatitla. (del náhuatl: coatitla ‘coatl, ti, tlan’‘serpiente, en, lugar’) Su fiesta patronal es el 12 de agosto en honor a Santa Clara de Asís.[123]

### Salud

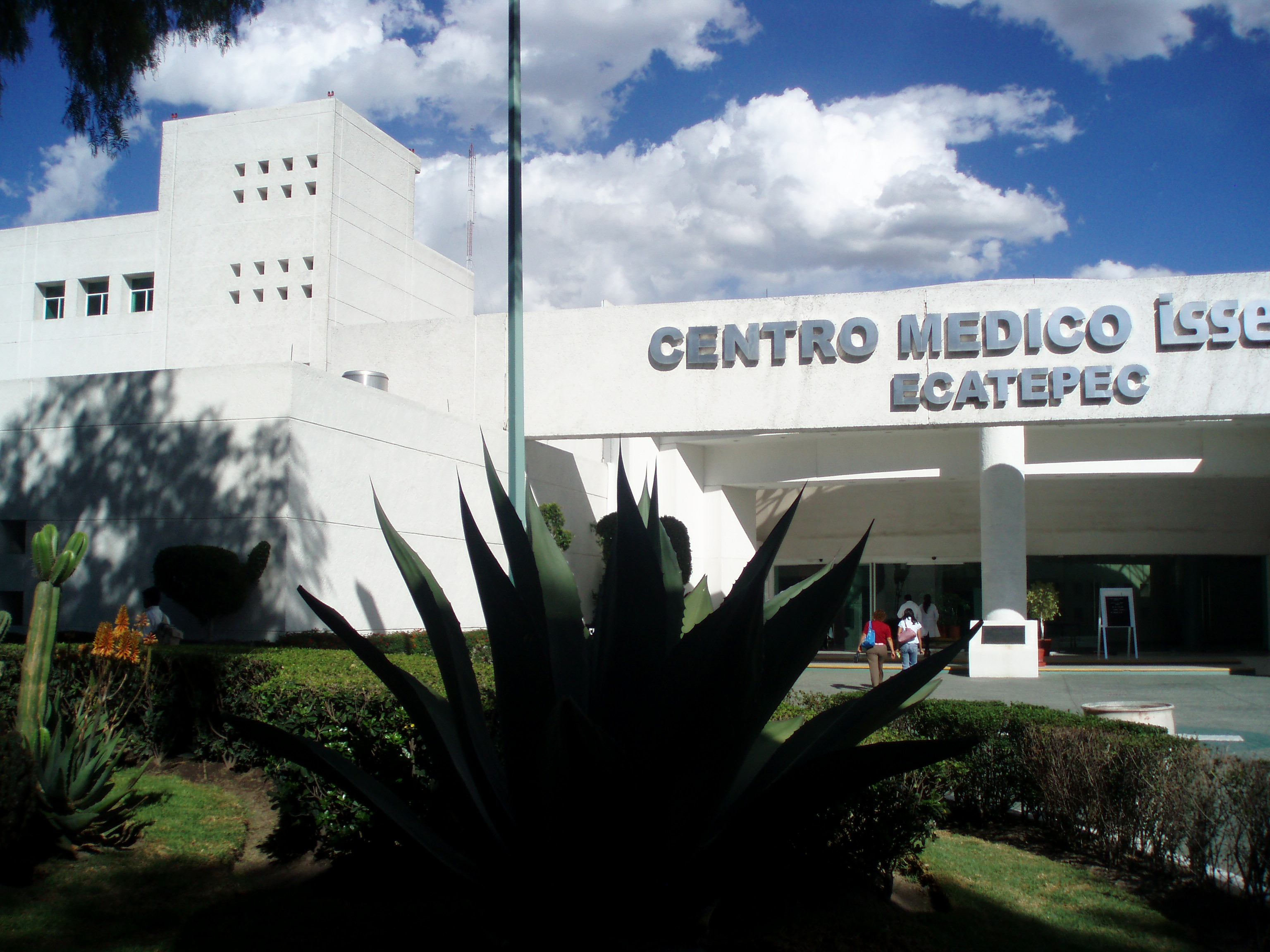
Hospital ISSEMYN de Ecatepec.

El municipio cuenta con infraestructura en el Sector Salud como son: 39 clínicas del IMSS, ISSSTE, DIF, Issemym, de la Cruz Roja, y 20 particulares, así como consultorios médicos que proporcionan a la población 214 200 consultas médicas promedio al mes. Por cuanto hace a servicios médicos, sanitarios y asistenciales, se cuenta con las siguientes instituciones:
- Hospital General de zona n.º 76 (IMSS). Ubicada en los límites de Ecatepec y Tlalnepantla en San Juan Ixhuatepec.
- Hospital General de zona n.º 68 (IMSS). Ubicada en Tulpetlac.
- Hospital General Regional n.º 196 (IMSS). Ubicada en Plaza Aragón.
- Hospital General Ecatepec ”José María Rodríguez” ISEM. Ubicado en la 30-30.
- Hospital General Ecatepec "Las Américas" ISEM.
- Clínica del ISSSTE n.º 2 en la cabecera del municipio y en Cerro Gordo.
- Centro Médico Ecatepec ISSEMYM.
- Hospital del ISSEMYM n.º 1 en Tulpetlac.[124]
- Unidad de Medicina Familiar n.º 93 (IMSS).
- Unidad de Medicina Familiar n.º 67 (IMSS).
- Unidad de Medicina Familiar n.º 77 (IMSS).
- Unidad de Medicina Familiar n.º 92 (IMSS).
- Unidad de Medicina Familiar n.º 191 (IMSS).

El municipio de Ecatepec cuenta con centros de Desarrollo Integral para la Familia DIF que brindan a la población servicios de salud Integral a nivel municipal, que se caracteriza por tener un cuerpo médico con experiencia y consultorios equipados. El sistema cuenta con tres clínicas médicas en el municipio ubicadas en:
- Clínica de cabecera. Av. José López Portillo km 1
- Clínica de Displasias "La Florida" Col. La Florida
- Clínica Díaz Ordaz. Col. Díaz Ordaz

En Ecatepec, se dio la noticia que habrá un centro para niños autistas. Predio que donó el Tecnológico de Estudios Superiores de Ecatepec (TESE). El autismo es una condición de discapacidad que no se nota físicamente y que perdura a lo largo de la vida, las personas que lo padecen presentan dificultades en áreas de comunicación, interacción social, conducta e integración sensorial.
En el mundo, cada 17 minutos nace un niño con autismo y lo presenta uno de cada 150 pequeños, de acuerdo a cifras de la National Autism Association, mientras que estimaciones del Instituto Nacional de Estadística y Geografía (INEGI) arrojan que en México habitan 45 mil niños con dicho padecimiento y cada año se diagnostican 6 mil más.
En Ecatepec se muestra un incremento de embarazos en adolescentes. En 2009 se tenía registro de 4808 y en 2012 de 5504, esto, en menores de 19 años. Siendo en su mayoría su nivel escolar máximo la educación secundaria. En este municipio, las adolescentes han manifestado que la atención por parte del sector salud es escasa y deficiente, se les presta menor atención si van solas y no reciben acompañamiento emocional por parte del personal de salud. Con respecto a otros municipios, este es el que muestra menos información sobre los riesgos del embarazo y solo el 65% de las adolescentes califican como buena la atención por parte del médico y el 55% la atención del departamento de enfermería. El 67.5% de las adolescentes no ha recibido atención psicológica.
En Ecatepec, el gobernador del Estado de México, Eruviel Ávila Villegas, inauguró el primer Banco de Sangre Las Américas-Ecatepec. Afirma que este es el primer banco de sangre que existe en el Valle de México y en el país.

### Religión

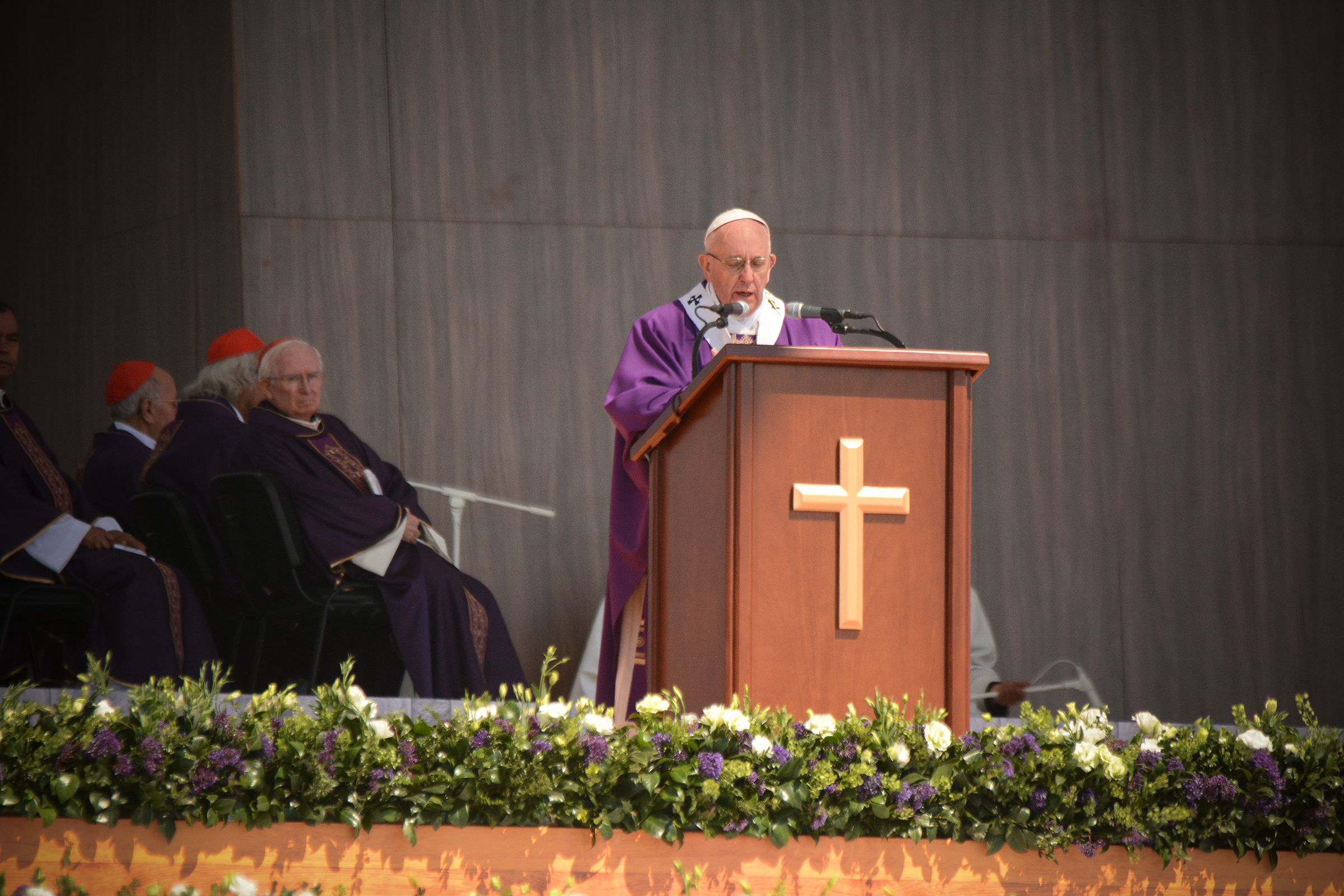
Misa del Papa Francisco en Ecatepec de Morelos, 2016.

La religión predominante de Ecatepec de Morelos es el cristianismo, el culto católico es el que mayormente se manifiesta entre la población; en el municipio se encuentra la Catedral del Sagrado Corazón de Jesús que es la sede de la diócesis de Ecatepec, de dicha diócesis dependen más de 70 parroquias del municipio y de la región. Debido a una gran población de católicos, la Catedral de Ecatepec fue inaugurada en marzo de 1999 en la cabecera municipal, por mandato del papa Juan Pablo II. 
El domingo 14 de febrero de 2016 celebró el papa Francisco, en la colonia Las Américas, una misa masiva ante, según autoridades civiles y religiosas, 400 mil personas. La misa masiva fue presenciada por miles de personas que acudieron hasta el predio conocido como "El Caracol".
La segunda comunidad religiosa en crecimiento es la de los testigos de Jehová: su culto se ha propagado rápidamente por todo el municipio. La tercera convicción ideológica son las personas que no practican ninguna creencia religiosa o se consideran ateos: en 1990 eran muy pocos; llama mucho la atención el rápido crecimiento que ha tenido el ateísmo dentro de este municipio rural. El resto de las comunidades son protestantes de varias denominaciones como evangélicos, pentecostales, metodistas, mormones, bautistas, piedra angular y adventistas.

## Educación
El municipio de Ecatepec de Morelos cuenta con 692 centros de educación preescolar, 620 primarias, 247 secundarias, 125 preparatorias y 35 instituciones de educación superior, de entre las que sobresalen seis universidades públicas, que prestan servicios educativos a miles de estudiantes de este y otros municipios:

### Educación superior
- Universidad Pedagógica Nacional Campus Ecatepec, en la colonia Valle de Anáhuac;
- Centro Universitario UAEM Campus Ecatepec, en la colonia Tierra Blanca;
- Unidad Pedagógica de Ecatepec, en San Cristóbal;
- Tecnológico de Estudios Superiores de Ecatepec, en la colonia Valle de Anáhuac;
- Universidad Estatal del Valle de Ecatepec, en la colonia Valle de Anáhuac;
- Universidad Mexiquense del Bicentenario Campus Ecatepec, en el fraccionamiento Las Américas.
- Centro de Estudios Científicos y Tecnológicos n.º 3 Estanislao Ramírez Ruíz del IPN en la colonia Valle de Ecatepec.

Asimismo, cuenta con universidades privadas:
- Centro Universitario OPARIN, en la Colonia San Cristóbal
- Universidad de Ecatepec (UNE), en la colonia San Cristóbal
- Unitec (Campus Ecatepec), en la colonia Ejidos Tulpetlac;
- Universidad Privada del Estado de México (UPEM) Campus Ecatepec, en la colonia San Cristóbal;
- Universidad Insurgentes, en la colonia Ciudad Azteca, Tercera Sección.

También cuenta con catorce Bibliotecas distribuidas en diferentes colonias:
- Biblioteca Pública Municipal Tlacaeletl, Blvd. de los Aztecas esq. Cuauhtitlán Ciudad Azteca 1 sección CP 55120.
- Biblioteca Pública Municipal Gabriela Mistral, Sócrates 10 1 esq. con Morelos San Pedro Xalostoc CP 55310.
- Biblioteca Pública Municipal Enrique González Rojo Arthur, Av. Simón Bolívar Mz. 24 Av. Ignacio López Rayón C. H. Las Américas CP 55010.
- Biblioteca Pública Municipal Leonor Moctezuma, Carretera Lechería-Texcoco s/n Pueblo San Isidro Atlautenco CP 55067.
- Biblioteca Pública Municipal Chiconautlan, Valentín Flores y Progreso s/n Santa María Chiconautla CP 55068.
- Biblioteca Pública Municipal CNCA-ISSSTE-SEP 35, Av. Guelatao 133 CP 55440.
- Biblioteca Pública Municipal Cd. Cuauhtémoc, Cipactli y Circuito Cuauhtémoc CP 55067.
- Biblioteca Pública Municipal Margarito F. Ayala, Plaza Hidalgo s/n Santo Tomás Chiconautla CP 55069.
- Biblioteca Pública Municipal La Popular, Av. Morelos s/n La Popular CP 55210.
- Biblioteca Pública Municipal Valle Ecatepec, Av. Trueno s/n esq. Fresno CP 55119.
- Biblioteca Pública Municipal Los Laureles, Parque Ecológico Ehecatl s/n Tata Félix CP 55000.
- Biblioteca Pública Municipal Octavio Paz, Pascual Morales s/n (Centro Cívico III) Valle Guadalupe CP 55270.
- Biblioteca Pública Municipal José Ma. Morelos y Pavón, Av, Vicente Villada casi esq. Plaza Juárez s/n San Cristóbal CP 55000.
- Biblioteca Pública Municipal 5 de Mayo, Río Coatlacoalco s/n La Presa CP 55460.

Se puede estudiar en el Centro de Enseñanza de Lenguas Extranjeras de la UNAM.

### Educación a distancia en Ecatepec
El municipio de Ecatepec a través de una de las universidades públicas de mayor prestigio como es la Universidad Nacional Autónoma de México (UNAM) brinda educación a distancia tanto a nivel de educación media como educación superior. Para este último, los ecatepenses pueden estudiar una de las siguientes licenciaturas: psicología, administración, ciencias de la comunicación (opción periodismo) ciencias políticas, administración pública y pedagogía (epecialización en administración pública, contaduría, derecho, economía y trabajo social. Para ello, el municipio de Ecatepec cuenta con dos Centros de Extensión, Cultura y Educación a distancia (CECED) en dos sedes de atención: uno en Las Américas, en Av. Simón Bolívar s/n en Fracc. Las Américas, y otro en calle Sócrates, San Pedro Xalostoc, que ofrece en total 55 equipos de cómputo. Con estos esfuerzos, se intenta aminorar el rezago educativo que se presenta en uno de los municipios que tiene el mayor número de jóvenes en el estado de México.[cita requerida]

## Cultura y patrimonio

### Patrimonio cultural
- Museo de Historia Natural: fue inaugurado por el gobernador del estado de México, Eruviel Ávila Villegas. Contó con una inversión de 21.5 millones de pesos, con el que se pretende acercar a los habitantes de la entidad hacia la cultura y recreación. Cuenta con cinco salas, un cine para proyecciones y un túnel en tercera dimensión, donde los visitantes podrán aprender de forma interactiva sobre el universo, el origen de la vida y la evolución de las especies.

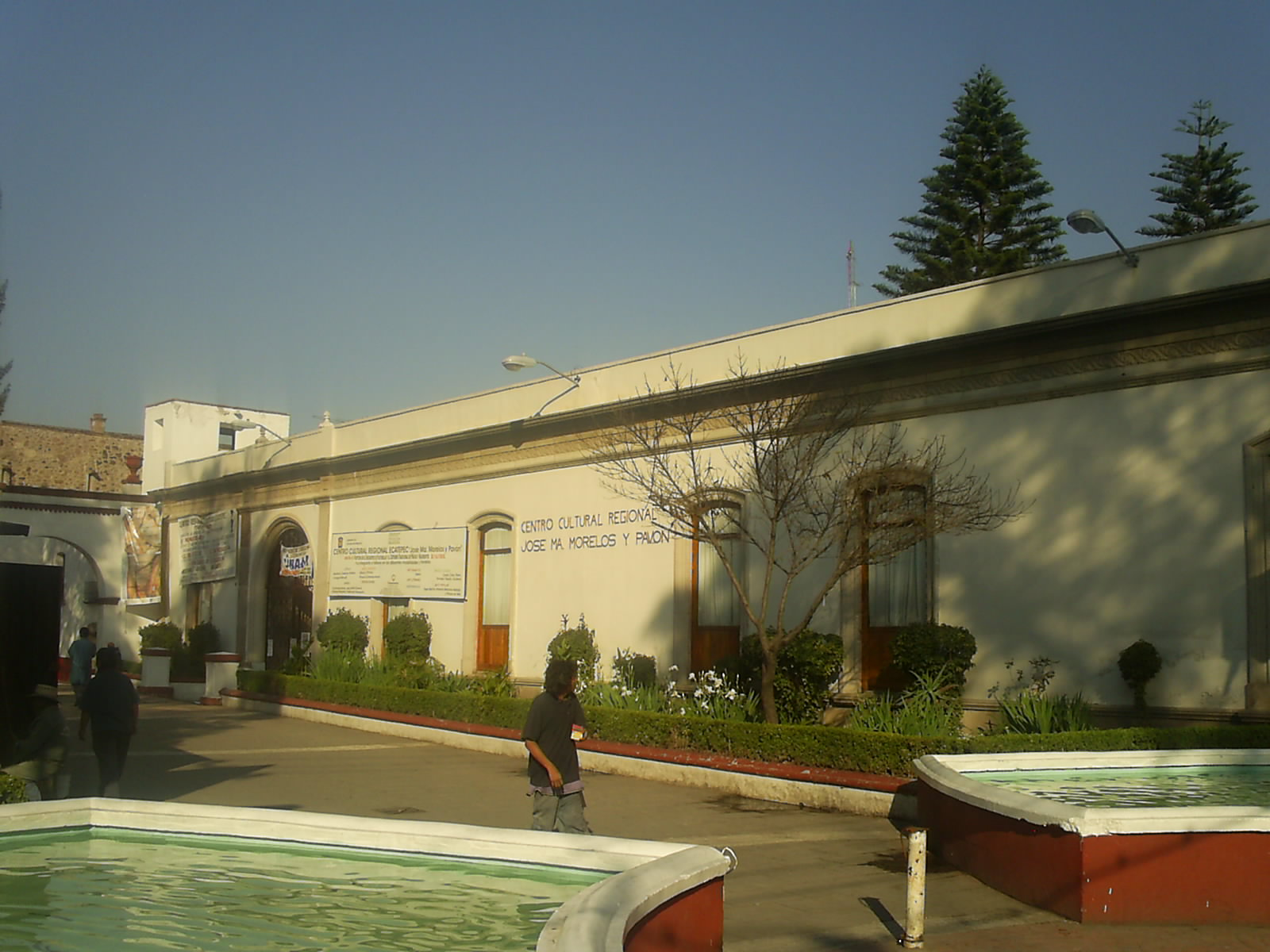
Casa de la Cultura "José Ma. Morelos y Pavón".

- Museo Jurásica es un museo donde se representa el Periodo Jurásico y las especies animales que se desarrollaron en el mismo, es un museo gratuito que está dirigido a todo público, en ocasiones se cuenta con guías. Se encuentra ubicado dentro del Parque Ecológico Ehécatl.[10]

- Faro del viento - Se ubicó un predio en la colonia los Álamos, cerca del metro Olímpica de la línea “B”, donde se construyó funcionó temporalmente, actualmente se encuentra abandonado.
- Zócalo de Ecatepec
- Casa de Morelos - Museo dedicado a José María Morelos y Pavón: Este espacio ha sido testigo importante de la historia del Centro de México. Durante el movimiento de Independencia, al ser capturado el Generalísimo José María Morelos y Pavón y sometido a los juicios eclesiástico, militar y civil, como parte de su sentencia, se le condena a ser fusilado en las afueras de la capital el 22 de diciembre de 1815 en la Casa de Virreyes en San Cristóbal Ecatepec. El 2 de febrero de 1933 fue declarado Monumento Histórico, para después pasar a ser parte del patrimonio inmobiliario custodiado por el INAH. A principios de la década de los años 1990 se concibe como Centro Comunitario. Por último, la Casa de Morelos forma parte del patrimonio nacional custodiado por el Instituto Nacional de Antropología e Historia y recibe el nombre de Centro Comunitario Ecatepec Casa de Morelos por ser su función principal la vinculación cultural con la comunidad.

En la Casa de Morelos, también se imparten cursos abiertos a todo público, donde se puede aprender guitarra, pintura, cestería, pintura y baile regional. Todos ellos son impartidos en los jardines que conformar el patio posterior.
- Iglesia de San Cristóbal.
- Santuario de La Quinta Aparición Guadalupana - Ubicada en Santa María Tulpetlac. Según la leyenda narrada en el Nican mopohua, la Virgen de Guadalupe se había manifestado en este lugar a Juan Bernardino tío de Juan Diego.
- Catedral de Ecatepec
- Centro interactivo de educación ambiental - En Ecatepec existe un centro interactivo de educación ambiental y una de sus instalaciones cuenta con un espacio denominado "sensorama" o "sendero de los cuatro elementos", donde los asistentes tienen contacto con los elementos de la naturaleza: agua, tierra, aire y fuego; además existe una colección biológica, y un área lúdica donde se imparten talleres y se proyectan películas relacionadas con el cuidado del medio ambiente. Este sitio, fue construido en 1997, tiene como principal objetivo impulsar la educación ambiental en Ecatepec, especialmente entre niños y adolescentes.

- San Cristóbal Ecatepec
- Museo Puente de Arte

- Casa de la Cultura "José Ma. Morelos y Pavón"
- Museo de la Pluma- Ing. Jesús Humberto Rodríguez Lozano Se ubica dentro de la biblioteca del Tecnológico de Estudios Superiores de Ecatepec contando con un área de exposición de 20 metros cuadrados, este museo presenta la evolución de la pluma a través del tiempo. https://sic.cultura.gob.mx/ficha.php?table=museo&table_id=712
- Cerro del viento "Cerro de la cruz", zona especial para los amantes de la escalada deportiva. A la vez encontrándose ahí la piedra del sol y las Ruinas del Recinto Sagrado.
- Piedra del sol Es una piedra con gran tamaño que tiene un pequeño sol grabado, se encuentra a la mitad del camino rumbo a lo más alto del cerro Ehecatl, Además que desde el punto se puede observar gran parte del municipio.
- Cerro Gordo (Sierra de Guadalupe) Conocido como la referencia más famosa para los habitantes de Ecatepec de Morelos, es un cerro en forma de 8 vista desde el aire, su uso era básicamente para la extracción de roca, hasta que se empezó a poblar, en este cerro puedes visitar la Cueva del Diablo, donde se hallaron piezas prehispánicas
- El Museo de Historia Natural de Ecatepec, fue inaugurado el 16 de enero de 2012 por el gobernador del estado de México, Eruviel Ávila Villegas, con lo que se convierte en una de las primeras opciones en su tipo de la zona conurbada del Valle de México. El alcalde Indalecio Ríos Velázquez, dijo que con este proyecto se trata de impulsar una cultura de respeto al medio ambiente, a la flora, la fauna y aprender del entorno. Algunos puntos de interés son:

1.- El Museo de Historia Natural contó con una inversión de 21.5 millones de pesos, con el que se pretende acercar a los habitantes de la entidad hacia la cultura y recreación. 
2.- Este recinto fue construido sobre una superficie de 2 mil metros cuadrados en la zona de Jardines de Santa Clara. Este museo tiene por objeto impulsar una cultura de respeto al medio ambiente, a la flora, la fauna y que los visitantes aprendan del entorno natural. Cuenta con cuatro salas de exhibición: 
• El universo
• Origen de la Vida, tiene una sección con figuras en relieve para personas con capacidades diferentes. 
• Paleontología y Biodiversidad. 
• Una sala de tercera dimensión y un túnel del tiempo, donde el público podrá aprender en forma interactiva acerca de estos temas.
- Centro Regional de Arte, Cultura y Deporte (Las Américas), se inauguró el 25 de noviembre por el Exgobernador Eruviel Ávila Villegas, que contó con una inversión de más de 70 millones de pesos, mencionó que este es el primer espacio público en la entidad para albergar a casi 5,000 espectadores, en sus casi 10,000 metros cuadrados se encuentra un teatro al aire libre, espacio multicanchas, videoteca, librería, salón de usos múltiples, oficinas, vestidores, módulo de atención médica, ocho salones para impartición de talleres de manualidades, yoga y karate, gimnasio, cafetería y estacionamiento.

- Parque Ecológico Ehécatl

En Ecatepec Estado de México existen varios sitios culturales, uno de ellos es el parque Ehécatl, donde existen varias actividades a realizar, por ejemplo, si deseas aprender música, artes plásticas y otras a bajo costo está La Escuela de Bellas Artes de Ecatepec.
En el Ehecatl: o cerro del viento hay una zona de escalada cerca de San Cristóbal Ecatepec en el Estado de México. La mayoría de sus rutas han sido equipadas en los últimos tres años y al día de hoy se pueden encontrar más de 50 vías
En una extensión de mil 300 metros cuadrados, el gobierno de Ecatepec construye un aviario que formará parte de los atractivos turísticos del Parque Ecológico Ehécatl y la Granja Didáctica, ubicados en las faldas de la Sierra de Guadalupe de este municipio. habitan animales de más de 40 especies y donde se construyeron las fosas donde hay dos parejas de tigres y leones, además de que se conectará al Parque Ecológico Ehéctal, que cuenta con un Centro de Educación Ambiental donde imparten cursos y se realizan eventos para conocer flora, fauna del entorno.
El jardín botánico y un exhibidor de fauna silvestre. El aviario donde habitarán guacamayas, faisanes, tucanes, loros, pericos, flamencos y cisnes, entre otros; está conformado por una estructura de 9 metros de altura; actualmente se coloca la malla que cubre el techo y se construye la entrada, algunas jaulas y nidos.
El Parque Ecológico Ehécatl tiene una extensión de 9 hectáreas, es único en su tipo, con su Centro de Educación Ambiental, en el que hay juegos interactivos y una sala de proyecciones en tercera dimensión, mesa de Pandora, periódico digital, bicicleta interactiva y otras actividades que fomentan una cultura del cuidado del medio ambiente, además de que hay áreas verdes y palapas.. Dentro de esta gran reserva natural de 9 hectáreas, se albergan más de 500 animales, siendo los principales atractivos, los grandes felinos como leones y tigres, aves de diferentes colores y una gran jirafa; esta última llegó hace poco a las instalaciones y es un macho de tan solo año y medio de edad que mide más de dos metros con 50 centímetros.
Cuenta con el Aviario Municipal Paraíso y hogar de más de 180 aves, situado en el corazón de Ecatepec, es un espacio ideal para fomentar la educación ambiental y la convivencia familiar, que se caracteriza por ser el único de acceso gratuito dentro de los municipios del país.
Este santuario, que ha ido creciendo desde su inauguración hace más de nueve meses con 10 especies diferentes de aves, ahora cuenta con más de 27, las cuales gracias a los cuidados especiales que reciben del personal altamente capacitado, han logrado adaptarse y reproducirse en óptimas condiciones.
Para llegar al Parque Ecológico Ehécatl y la Granja didáctica, ubicados en Prolongación Agricultura s/n, en la colonia Tata Félix, los visitantes pueden transportarse de manera gratuita en el camión que brinda servicio cada hora, todos los fines de semana, a un costado de la explanada del palacio municipal
En el cerro de Ehécatl se localiza una cueva con una pintura rupestre que representa al viento en la figura del Caracol del Viento, el monolito equinoccial a través del cual se iba registrando la rotación del sol
- Centro Cívico de Ecatepec, C. Nicolás Bravo. esq. Av. Insurgentes. Atrás del Palacio Municipal.
- Museo de Historia Natural: Con la asesoría de especialistas del Instituto de Geología de la UNAM, del Museo de Historia Natural de México, del Instituto Politécnico Nacional, de la Universidad Autónoma de Chapingo y del Instituto Nacional de Antropología e Historia (INAH), el gobierno local construye un Museo de Historia Natural de Ecatepec, en la colonia Jardines de Santa Clara, y que será abierto al público de manera gratuita en el mes de abril. Ocupará un área de 2 mil metros cuadrados y constará de cuatro salas de exposición: El Universo, La Vida, Paleontología y Biodiversidad. El Museo de Historia Natural de Ecatepec ya se encuentra en funcionamiento y cuenta con 4 salas de exposición, en donde podemos ver a un gran dinosaurio, las rocas lunares, los planetas, el primer hombre en la luna, la evolución de los seres humanos, mamuts, la forma en que fueron evolucionando los dinosaurios.
- Albarradón de San Cristóbal Fue un dique construido en 1604 hecho de piedras de tezontle, cal y arena. Contaba con una altura de 4 a 6 metros con una longitud de 3.5 km, su uso fue decisivo para evitar las inundaciones y los desbordamientos de la Laguna de Zumpango así como del Lago de Texcoco. Está a un costado de la Antigua Carretera México-Pachuca, pasando por lugares como el Centro Antirrábico de Ecatepec.

### Conmemoraciones cívicas
Existen ocho principales fechas cívicas en que los habitantes del municipio celebran hechos históricos, tanto nacionales, estatales o locales:
- 5 de febrero, aniversario de la Constitución de 1917;
- 2 de marzo, aniversario de la erección del Estado de México;
- 15 y 16 de septiembre, conmemoración del grito de Independencia y aniversario del inicio de la guerra independentista de México (la más importante de las fechas cívicas, en la explanada del Palacio Municipal y encabezada por el presidente municipal);
- 30 de septiembre, natalicio de José María Morelos y Pavón;
- 13 de octubre, aniversario de la erección del municipio de Ecatepec de Morelos;
- 20 de noviembre, Revolución Mexicana;
- 7 de diciembre, aniversario de la elevación de "Villa" a "Ciudad de Ecatepec de Morelos";
- 22 de diciembre, aniversario luctuoso de José María Morelos y Pavón.

### Tradiciones y costumbres
El municipio de Ecatepec está conformado por nueve pueblos:
1. San Cristóbal Ecatepec
2. San Pedro Xalostoc
3. Santa Clara Coatitla
4. Santa María Tulpetlac
5. Santa María Chiconautla
6. Guadalupe Victoria
7. San Isidro Atlautenco (Ranchería)
8. San Andrés de la Cañada
9. Santo Tomás Chiconautla

En náhuatl, chiconauhtlan deriva de chiconauh- y -tlan, en español 'lugar de nueve sitios' (cuatro barrios, cuatro cerros y el pueblo), o 'de nueve mercados' porque aquí se controlaban los mercados de la región, así como las mercancías que a ellos llegaban. Este antiguo pueblo toma el nombre de Santo Tomás Apóstol, la iglesia la fundó la orden de los franciscanos. Su fiesta patronal se festeja el 21 de diciembre. Actualmente se puede llegar mediante el mexibus que va de Ciudad Azteca a Tecámac, viajando en dirección a Tecamac y bajando en la estación Cuauhtémoc sur.
Las tradiciones y costumbres de un pueblo llevan consigo la evolución de su pensamiento y forma de sentir. Entre las conmemoraciones más importantes en el municipio de Ecatepec destacan las siguientes:
- 3 de mayo, día de la Santa Cruz en el Cerro del Dios del Viento "Ehecatl".
- 15 de mayo, fiesta patronal en honor de san Isidro Labrador, en San Isidro Atlautenco.
- 29 de junio, fiesta en honor de San Pedro y San Pablo en San Pedro Xalostoc.
- 1 de julio, fiesta en honor a la Preciosa Sangre de Cristo, en Santa María Chiconautla.
- 25 de julio, feria anual en honor del santo patrono San Cristóbal, en San Cristóbal Ecatepec.
- 12 de agosto, fiesta en honor a la patrona Santa Clara de Asís, en Santa Clara Coatitla.
- 8 de septiembre, fiesta de la Virgen de la Natividad, en Santa Ma. Chiconautla.
- 25 de noviembre, fiesta del Cristo Rey y Santa Ma., en Santa Ma. Tulpetlac.
- 12 de diciembre, fiesta en honor a la Virgen de Guadalupe, en Guadalupe Victoria.
- 21 de diciembre, fiesta del patrono Santo Tomás Apóstol, en Santo Tomás Chiconautla.
- En el año 2007, se instaura el día 2 de marzo como Día de la Identidad Municipal de Ecatepec,[130]

Las fiestas incluyen bailes populares, corridas de toros, charreadas, juegos mecánicos y juegos pirotécnicos, actividades deportivas y culturales. Cabe destacar que en algunas de estas festividades los colonos adornan las calles principales 
pues en ellas se hacen diseños esculturales de aserrín de colores, flores y adornos coloridos, las fiestas son animadas con bandas de viento que tocan todo el día.
Es bueno saber las fechas en las que son celebradas las fiesta de un pueblo mágico como lo es Ecatepec ya que muy poca gente conoce la importancia de guardar las tradiciones de los pueblos, las tradiciones son parte del espíritu de un pueblo y que se pierdan es como ir muriendo poco a poco y sólo quedara en recuerdos la herencia a nuestros hijos, "que vivan las tradiciones y costumbres".
Además se cuenta con dos recintos que promueven la charrería dentro del municipio uno de ellos el lienzo charro Rancho Alegre De Tulpetlac y el otro el lienzo charro La Valentina creado por la familia Fragoso en el Pueblo de Guadalupe Victoria ambas asociaciones afiliadas a la Federación Mexicana de Charrería.
Se ofrece una charreada en ambos recintos pero en el Lienzo charro la Valentina los días:
•  2 de enero
• 10 de mayo
• 16 de septiembre
•  24 de noviembre
• 12 de diciembre
Esos eventos que se establecen ordinariamente en esos días además de charreadas en otros días, se ofician rodeos y jaripeos; además de participar en el desfile del 16 de septiembre en calles del pueblo de Guadalupe Victoria.

## Deportes
La ciudadanía puede practicar: futbol, basquetbol, voleibol, clases de zumba, clases de karate, box, hawaiano, tahitiano, danza prehispánica, talleres de pintura, cerámica, escultura, juegos de mesa, presentaciones didácticas y educativas.
En 1917 se promovió una campaña deportiva asociada con la Educación Militar, desde entonces se consideró a la Educación física como un elemento esencial en la educación integral del ser humano.
En diciembre de 1996 se crea la Secretaría de la Juventud y su Decreto de creación deroga el que daba origen al Instituto del Deporte y la Juventud y como parte de esta se forma la Subsecretaría del Deporte.
En octubre de 1999 en el estado de Guerrero se publicó en decreto N. 437, mediante el cual se creó el Instituto del Deporte de Guerrero, como organismo responsable de la promoción y el fomento del deporte y la cultura física.[cita requerida]
En el 2012, en el marco del CLXV aniversario de la gesta heroica de los Niños Héroes, el alcalde de Ecatepec, Indalecio Ríos Velázquez, inauguró el Parque El Tule, en Santa María Tulpetlac, un espacio que permaneció abandonado por más de 20 años y que era propicio para la delincuencia.
Aviario Ehecatl, inaugurado el 27 de julio de 2013:
Paraíso y hogar de más de 180 aves, situado en el corazón de Ecatepec, el aviario municipal es un espacio ideal para fomentar la educación ambiental y la convivencia familiar, que se caracteriza por ser el único de acceso gratuito dentro de los municipios del país.
Este santuario, que ha ido creciendo desde su inauguración hace más de nueve meses con 10 especies diferentes de aves, ahora cuenta con más de 27, las cuales gracias a los cuidados especiales que reciben del personal altamente capacitado, han logrado adaptarse y reproducirse en óptimas condiciones.
El Parque Ecológico Ehécatl, y en particular su Granja Didáctica, albergan una fauna de cerca de 45 especies con más de 300 animales; está ubicado en las faldas del cerro de Ehécatl, o Cerro de la Cruz, que forma parte de la Sierra de Guadalupe, y cerca del centro de San Cristóbal Ecatepec.
La dirección para llegar a este Parque ecológico es: Tata Félix Calle Prolongación Agricultura S/N Ecatepec de Morelos, Estado de México
Parque de atracciones. Servicio Gratuito.
Manuel Ortiz García, secretario del Agua y Obra Pública, indicó que tras un recorrido por la ciclopista, que va de Plaza Aragón a la estación Nezahualcóyotl de la Línea B del Metro, por su ubicación en una de las avenidas más importantes y transitadas que da movilidad a cientos de familias mexiquenses, se decidió ampliarla para convertirla en un espacio de convivencia familiar, al tiempo de ser una opción para quienes decidan hacer de las bicicletas un medio de transporte ecológico. La ciclopista se inauguró en el mes de marzo del 2015, está conformada por 7 kilómetros, de los cuales tres los comparte con el Municipio de Nezahualcóyotl, se encuentra paralela a cierta parte de la línea B del sistema de transporte colectivo metro abarcando las estaciones de Olímpica, Ecatepec, Múzquiz, Río de Los Remedios, Impulsora y Nezahualcóyotl, aunada a esta pista también cuenta con otra pista para peatones, aparatos de ejercicio, baños, áreas verdes, es una excelente opción para la convivencia familiar. El acceso es gratuito.

### Deportivos y parques
Los deportivos y parques de la localidad son los siguientes:
- Siervo de la Nación
- Vía Morelos
- Santa Ma. Tulpetlac
- Emiliano Zapata
- Colonia San Agustín
- Alfredo del Mazo
- Jardines de Casa Nueva
- Albarradón de San Cristóbal
- Carretera federal México-Pachuca
- Valle de Santiago
- San Agustín
- Aeroparque
- San Andrés de la Cañada
- Parque El Tule (Santa María Tulpetlac)
- Ciclopista